# Ford Taunus TC
Ne doit pas être confondu avec Ford Taurus ou Ford Taunus.
La Ford Taunus TC est une gamme de grandes voitures familiales construites par Ford Allemagne de 1970 à 1982. Le Taunus TC était basée sur la même base que la Cortina de Ford UK, avec le badge «TC» pour Taunus Cortina.

## Taunus TC (1970-1975)
En septembre 1970, une nouvelle Taunus, la "Taunus Cortina" (TC), fut présentée par Ford Allemagne. Ford proposait une berline deux ou quatre portes et un break à cinq portes (identifié comme les précédents break Taunus, la Taunus Turnier).
Entre 1970 et 1975, lorsque la Taunus TC céda la place à la Taunus TC2, un coupé fastback fut également inclus dans la gamme Ford Taunus. Contrairement à la Grande-Bretagne, Ford Allemagne envisageait une niche sur le marché pour un modèle de coupé plus "pratique" que la Capri, cela signifiait que l'on avait pris soin de conserver autant de place que possible pour les bagages et les sièges arrière de la berline.

### Les origines
La série Ford Taunus TC a été conçue à la fin des années 1960 pour être une "voiture mondiale" aux côtés de sa sœur technique la Cortina Mk III, avec un travail de développement et de conception se déroulant des deux côtés de l'Atlantique. La voiture fut développée sous la supervision de Semon E. "Bunkie" Knudsen, cadre supérieur de General Motors jusqu'en février 1968 et devenu président de Ford à Dearborn du début de 1968 à l'automne 1969. La voiture est souvent surnommée «Barock 2» (rappelant la série Taunus P2 de la fin des années 1950, communément appelée «Barock-Taunus») ou «Knudsen-Taunus» en Allemagne, en raison de la proéminente écope de capot qui, comme le veut la légende, fut directement demandée par Knudsen. Dans les faits le principal travail de conception aurait été effectué par le designer et constructeur automobile allemand Luigi Colani, qui a ensuite fourni des concepts pour la division moto de BMW à la fin des années 1970.

### La voiture
La partie basse du segment de marché ciblée était depuis 1968 précédemment occupé en Allemagne par la Ford Taunus P6 et par la plus petite Escort, la Taunus TC fut présentée comme une remplaçante légèrement plus haut de gamme que la P6 dont la production cessa en août 1970. Malgré un empattement de 2 578 mm plus long de 51 mm que celui de la P6, la Taunus TC avec des porte-à-faux plus courts, était finalement légèrement plus courte. Néanmoins, la TC semblait de l'extérieur plus grande qu'elle ne l'était, ce que de nombreux acheteurs appréciaient. L'intérieur n'était plus exempt de tunnel de transmission, car avec la conception anglo-allemande de la Taunus TC, Ford Allemagne abandonna, pour un temps, la traction avant pour cette classe de voitures, affirmant que la propulsion arrière était moins chère et plus simple à produire et à entretenir. (La référence évidente sur le marché de la Ford TC, l'Opel Ascona, conserva également une configuration de propulsion arrière "conventionnelle" jusqu'en 1981.)

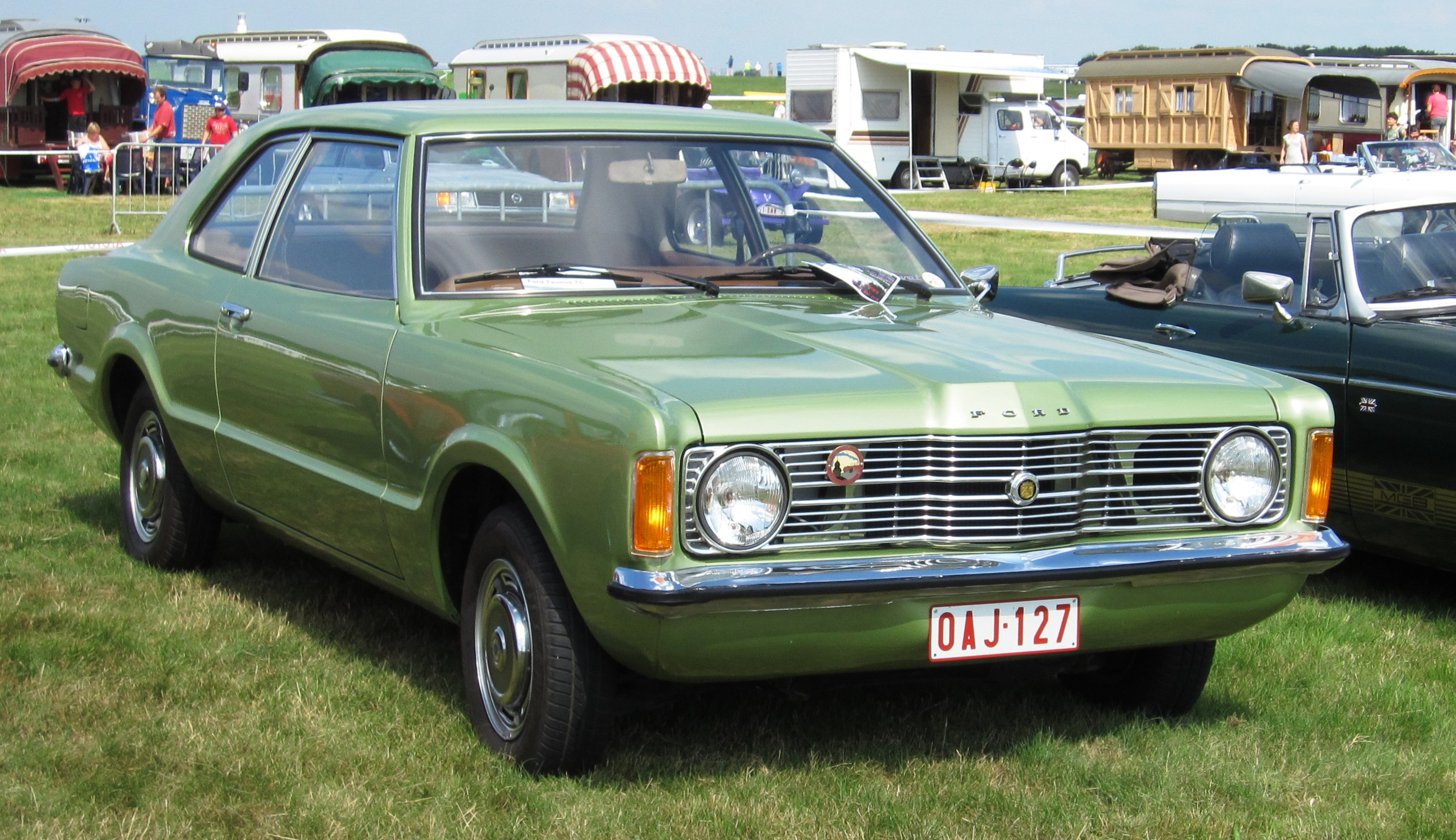
Ford Taunus Limousine (1970-1973)
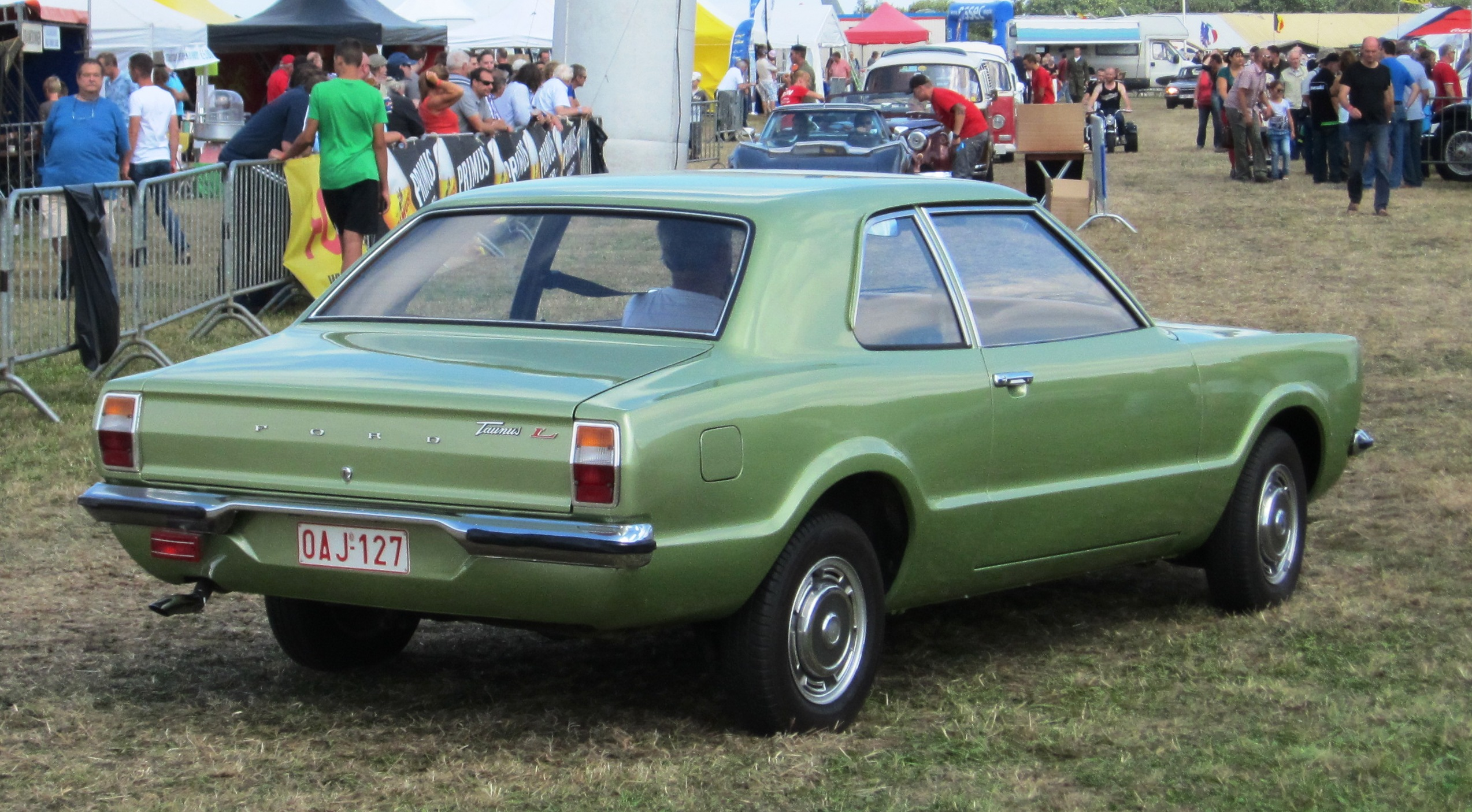
Vue arrière
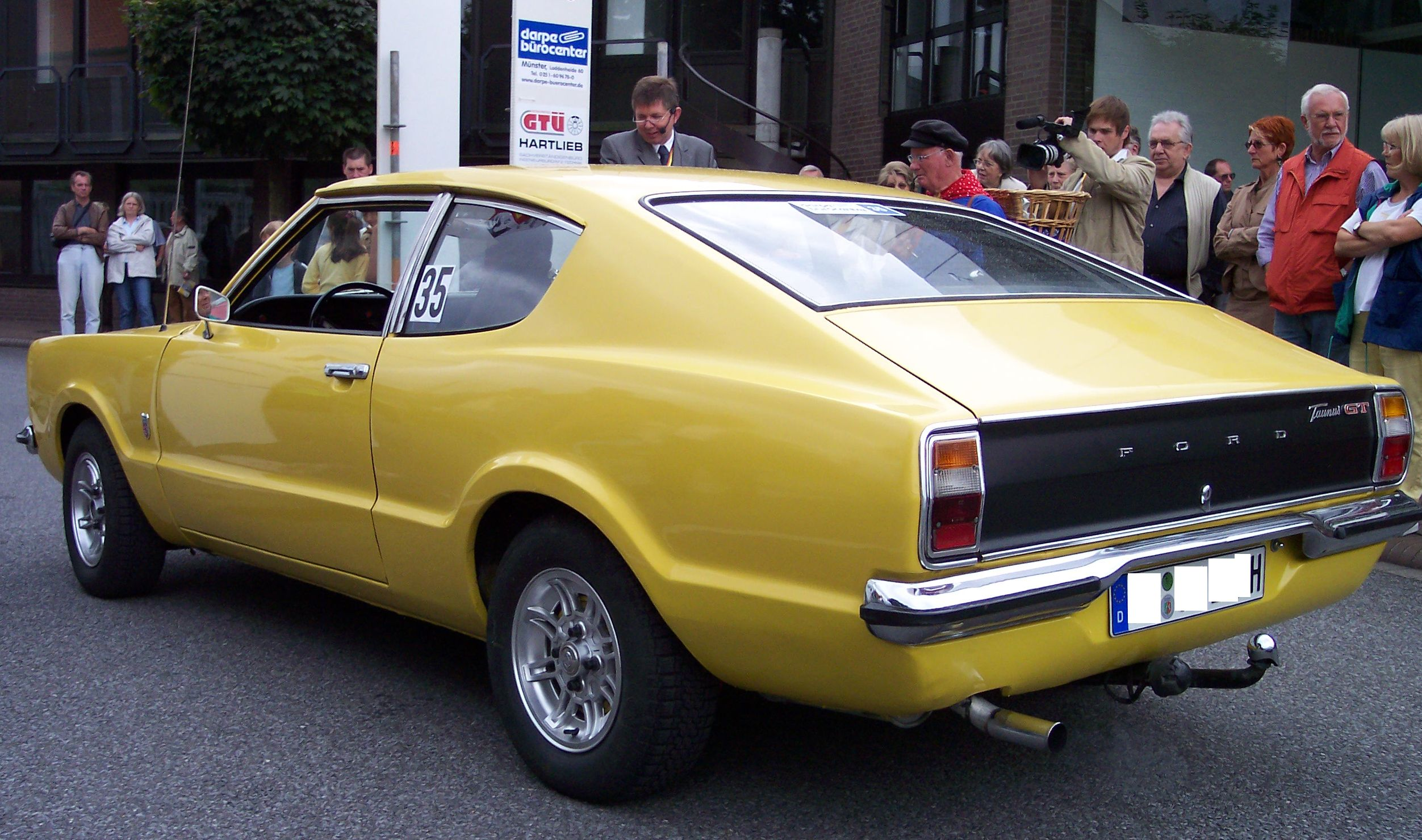
Ford Taunus Coupé GT (1972)
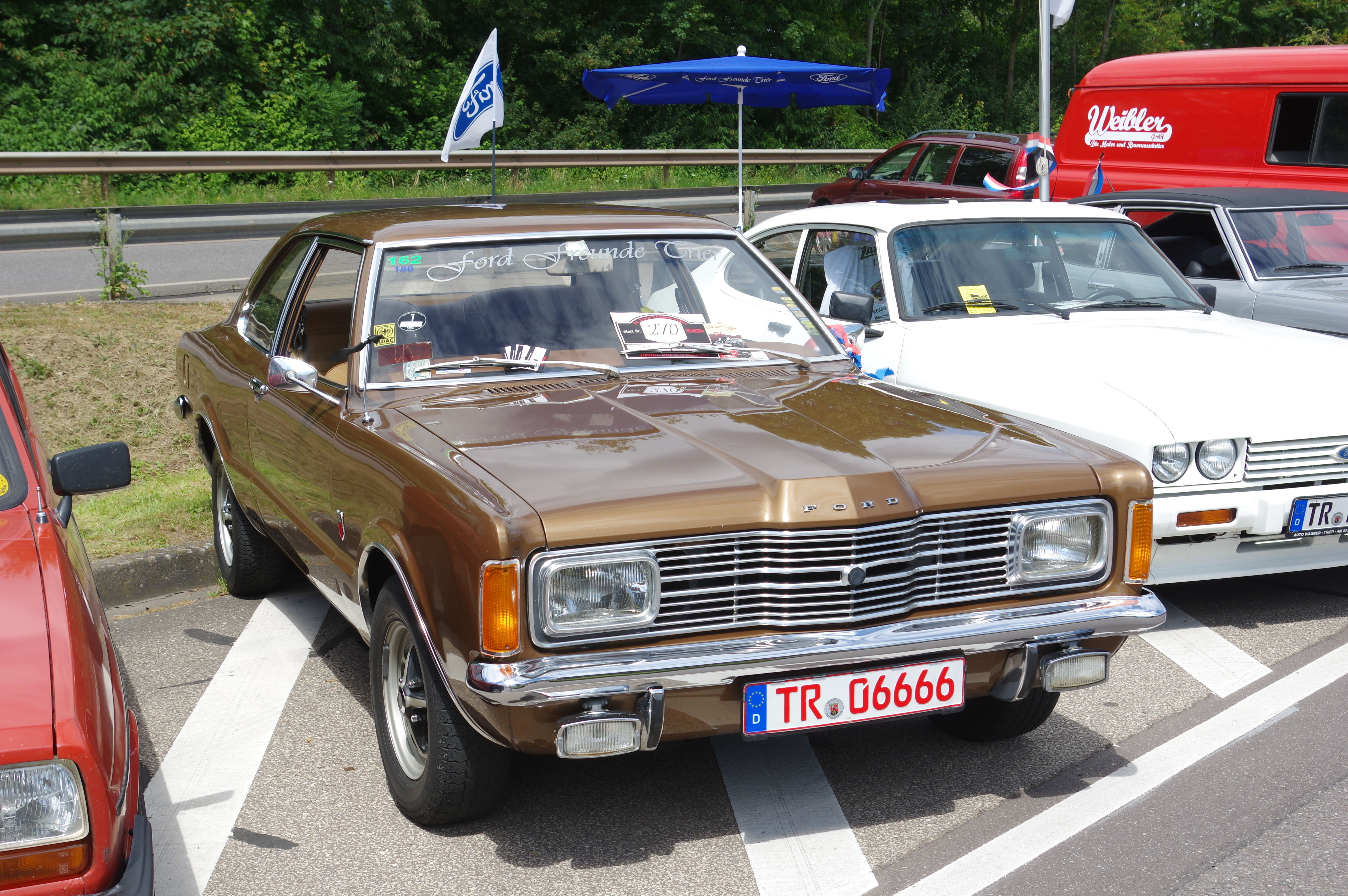
Ford Taunus TC XL

### Liste des options

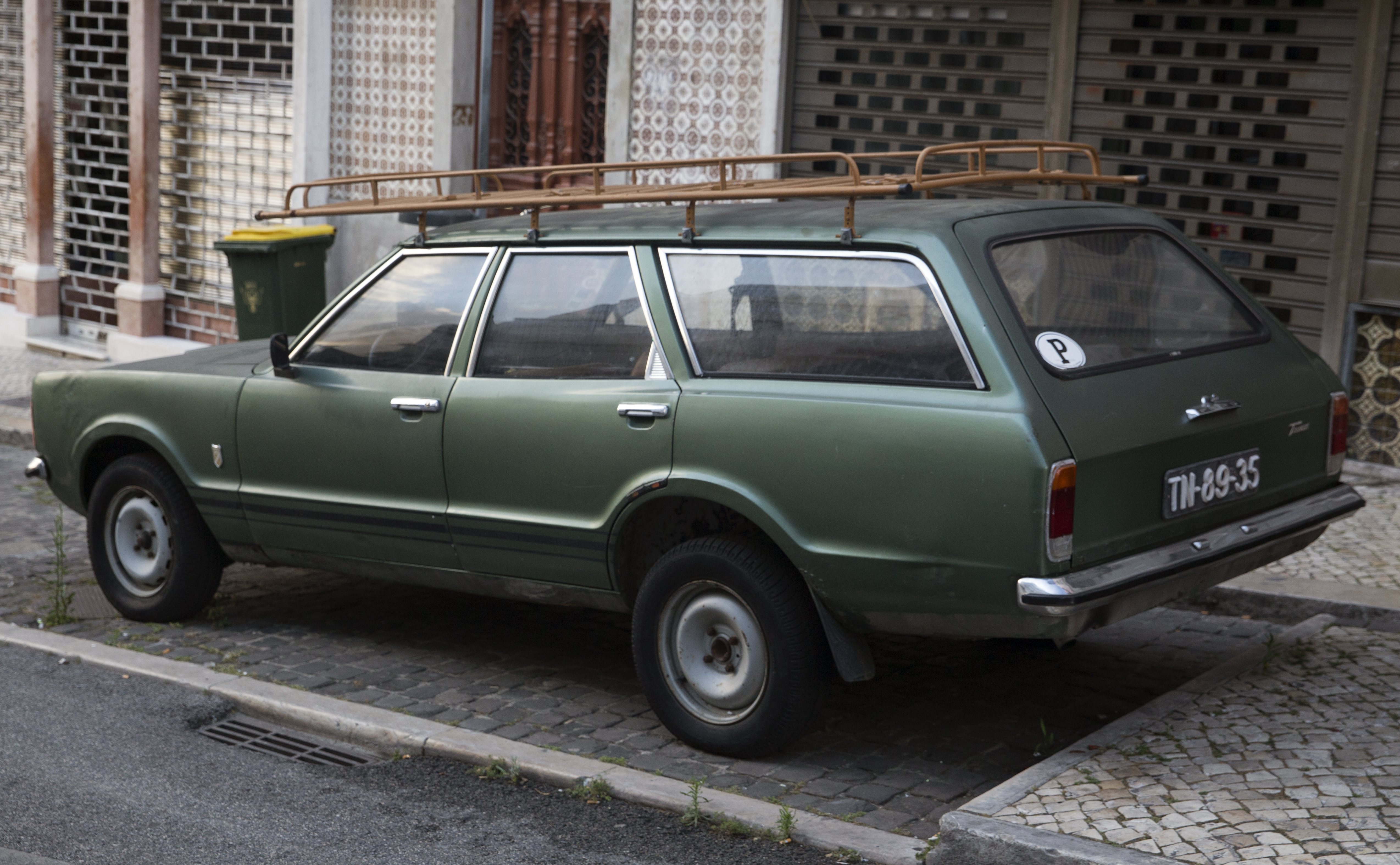
Ford Taunus Turnier (break)

Plutôt que de proposer des équipements optionnels à partir d'une longue liste de possibilités comme cela aurait pu se produire quelques années plus tôt, les clients étaient désormais encouragés à choisir parmi une gamme de "packs d'équipements", identifiés par des suffixes. La Taunus standard était identifiée dans le matériel de vente comme étant la "Taunus N", tandis que des ensembles d'options progressivement plus qualitatifs ou sportifs furent identifiés en 1970 avec les suffixes "L", "XL", "GT" et "GXL". La version de base n'était pas destinée à être produite en grand nombre, Ford espérant que la plupart des clients choisiraient l'un des packages. Une approche similaire avec des « packages d'options » était introduite en Allemagne par Opel à la même époque.
La L était une version de base plus confortablement équipée, la XL ajoutait certains équipements tels que les sièges avant réglables en hauteur, une horloge et des phares plus grands. La GT sportive (non disponible en 1.3, comme pour la GXL) recevait des sièges baquets avec appuie-tête intégrés, une instrumentation complète, un volant en cuir et des phares doubles entre autres équipements. Enfin, la GXL haut de gamme ajoutait tout le confort de la XL avec l'équipement sportif de la GT et des équipements supplémentaires tels qu'un toit en vinyle, un klaxon bi-ton et une moquette plus épaisse.

### La sœur britannique
Ce modèle constitua également la base de la Cortina Mk III, mais avec des habillages de porte et des ailes arrière différentes dans le style « bouteille de Coca » de la Cortina. De plus, il n'y a jamais eu de Cortina III équivalente au coupé Taunus TC à carrosserie fastback. L'unification de la gamme des modèles Ford Europe avait commencé avec l'Escort et la Capri et se poursuivie (dans une moindre mesure) avec la Taunus et la Cortina. La Taunus TC et la Cortina Mk III furent tous deux développées sous les auspices de Ford Europe, et la plupart des composants majeurs, y compris l'ensemble du plancher, étaient identiques.

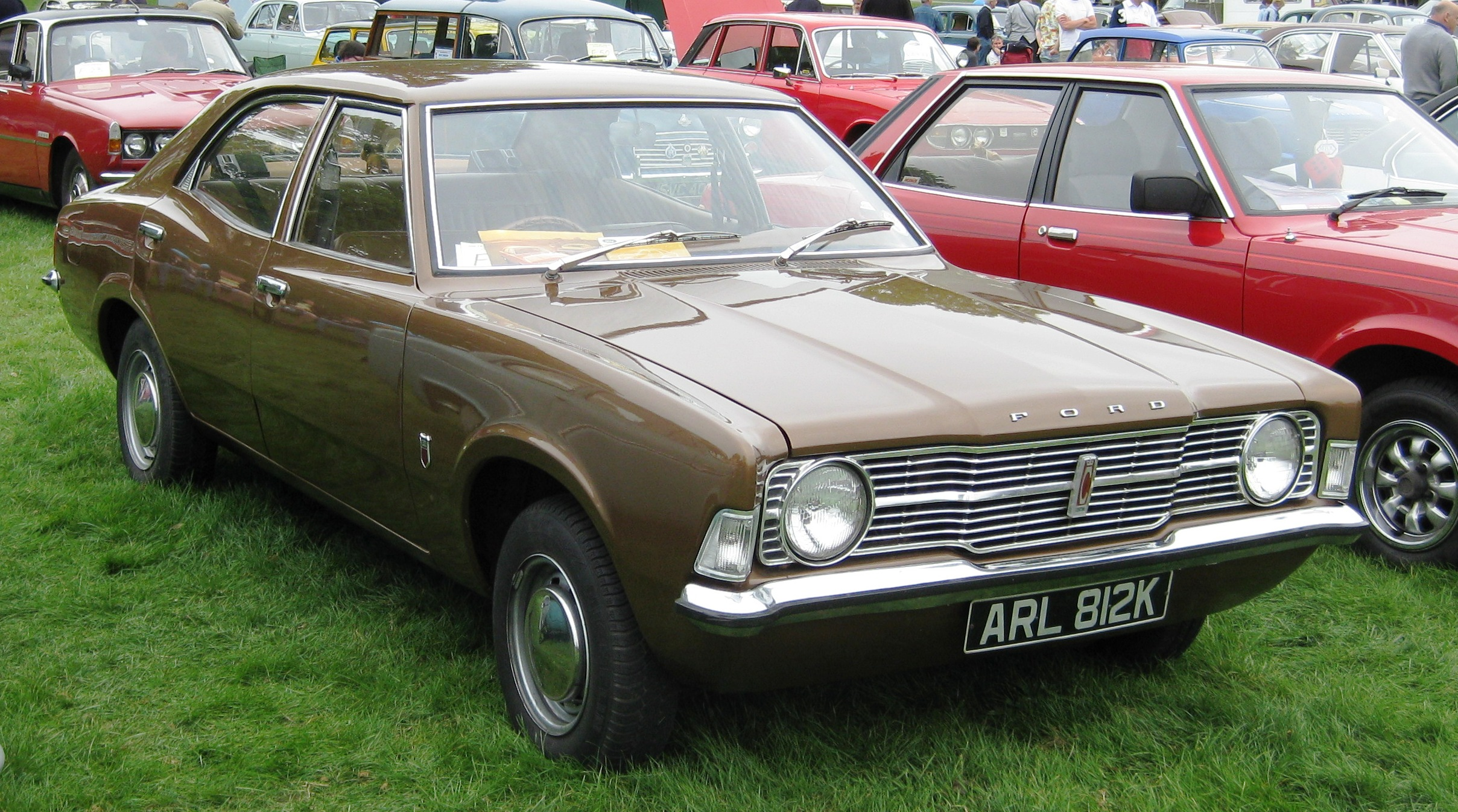
Ford Cortina MkIII 1300 (1971)
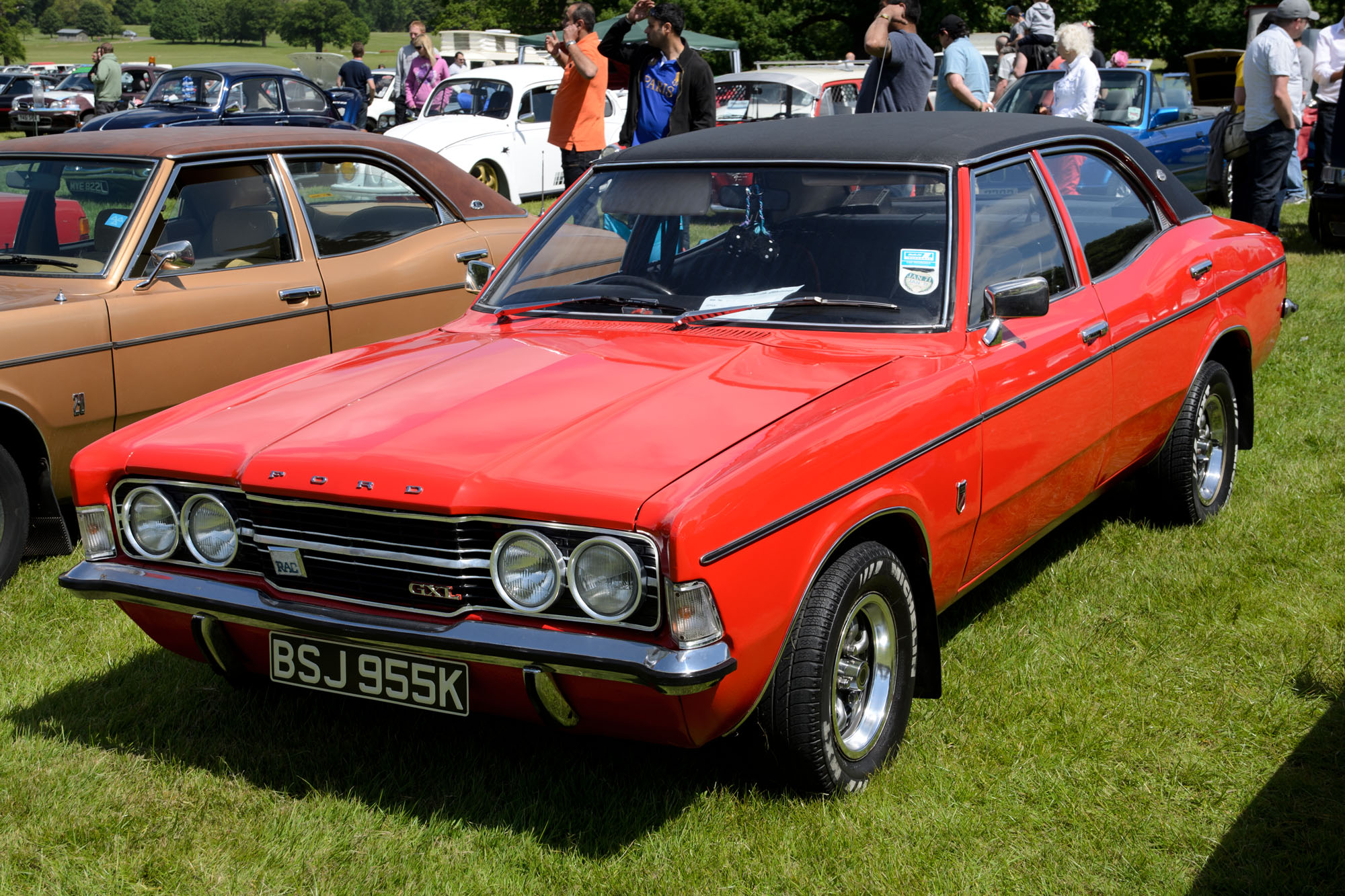
Ford Cortina Mk III 1600 GXL (1971)
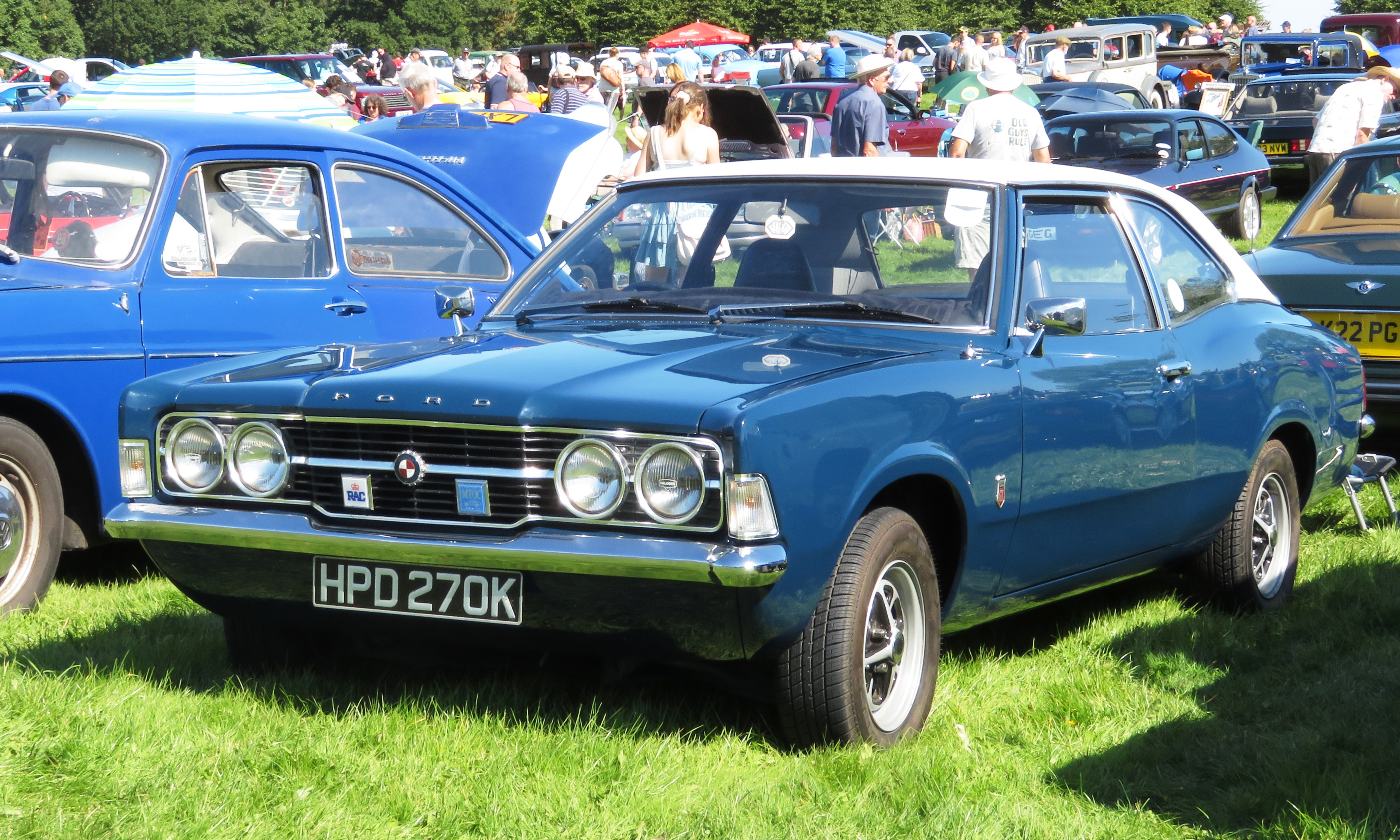
Ford Cortina MkIII

### Progrès technique
Des progrès importants ont été réalisés avec la suspension arrière. Contrairement à la précédente grand Taunus équipée d'un essieu arrière rigide suspendu à l'aide de ressorts à lames traditionnels, la Ford TC utilisait une configuration de suspension arrière avec des ressorts hélicoïdaux, l'essieu étant guidé à l'aide de deux liaisons longitudinales et deux latérales. Les roues avant, qui n'étaient plus motrices, embarquaient une suspension conventionnelle triangulée, celle-ci évitait l'utilisation d'amortisseurs, procurant à la voiture une conduite douce sur autoroute mais qui, avec les moteurs 6 cylindres plus lourds, engendrait une tendance au sous-virage excessif. La critique de la presse concernant le compromis entre la tenue de route et le confort de conduite de la voiture évolua rapidement en une critique plus générale du constructeur depuis plusieurs années, selon laquelle Ford avait lancé la Taunus TC avant d'avoir fini son développement.
Une colonne de direction télescopique conçue pour se plier en cas de collision frontale (plutôt que de pénétrer dans la poitrine du conducteur) équipait des modèles concurrents d'Opel et de Volkswagen depuis un certain temps, la Ford TC intégrait désormais également cette caractéristique de sécurité sur sa nouvelle gamme moyenne pour l'Allemagne et l'Europe continentale.

### Moteurs

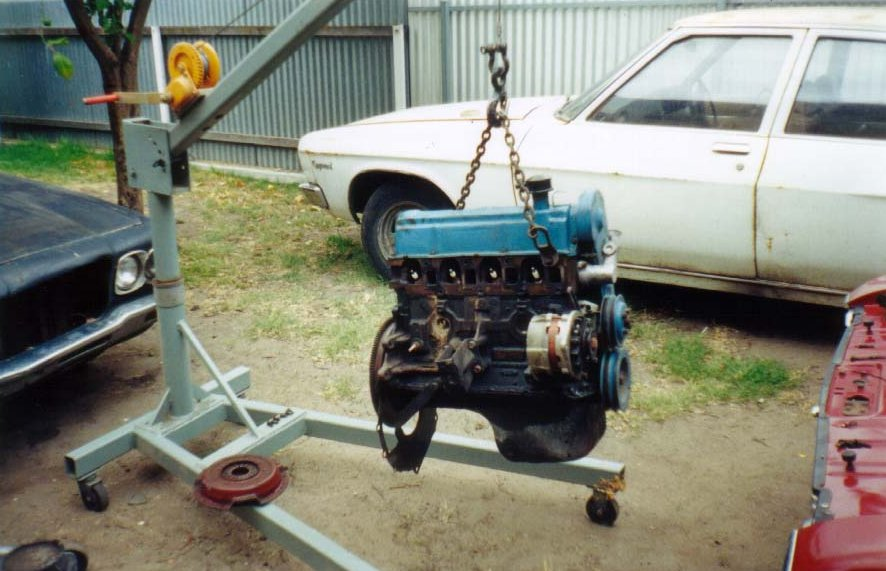
Moteur Ford Pinto

Malgré la pression évidente de la direction américaine pour maximiser les points communs sous la carrosserie, la gamme de moteurs équipant la Taunus TC différait de celle des Cortina contemporaines en ce qui concerne les voitures les moins puissantes, le vénérable moteur ohv Kent britannique n'a jamais trouvé son chemin dans la Version belge assemblée en Allemagne. Le moteur V4 plutôt grumeleux qui avait propulsé les modèles Taunus P6 dans les années 1960 (et qui, sous une forme réalésée et plus puissante, continuerait à propulser les camionnettes Transit et le modèle Granada de Ford Allemagne pendant une grande partie des années 1970) ne fut pas non plus installé sur la Taunus TC. Les Taunus TC les moins puissantes étaient propulsés par un nouveau moteur OHC à quatre cylindres partagé avec le tout nouveau Ford Pinto américain en 1 294 cm3 ou 1 593 cm3 : une version 1 993 cm3 de ce moteur quatre cylindres fut ajoutée à partir de 1976 dans la Taunus TC2. Dans l'intervalle, abandonnant la stratégie suivie avec la Taunus P6, les clients désireux de payer pour plus de puissance pouvaient désormais choisir l'un des V6 compacts repris des modèles P7 haut de gamme, ces moteurs six cylindres offrant un choix de cylindrée entre 1 999 cm3 et 2 294 cm3.

### Transmissions
Tous les moteurs Taunus, à l'exception du plus petit moteur de 1,3 litre, pouvaient être commandé en combinaison avec une transmission automatique à trois vitesses Borg-Warner B35 à la place de la boîte manuelle standard à quatre rapports.

### Lifting de 1973
La Taunus TC a reçu son seul lifting significatif en septembre 1973. Au cours des années 1960, le constructeur rival Opel avait donné le ton en termes de fréquents changements de modèle et de lifting, reflétant la pratique nord-américaine de General Motors. Les constructeurs automobiles allemands traditionnels jusqu'en 1970 n'avaient pas tenté de suivre Opel sur cette voie, mais Ford s'était installé dans un schéma de changements de modèle généralement quadriennaux. Au vu des statistiques de production entre 1970 et 1973, la Taunus TC était de toute évidence un succès commercial, mais en 1974, les ventes chutèrent de manière alarmante, les clients attendant une nouvelle voiture. Un nouveau modèle Taunus n'était pas encore prêt pour le lancement, mais en septembre 1973, le modèle existant subi un lifting avec divers changements sur l'ensemble des packs de garnitures et les combinaisons de moteurs. La Taunus TC reçu également une nouvelle calandre, intégrant désormais une deuxième paire de feux avant rectangulaires : ces tendances de style contemporain jusque-là limités aux ensembles de garnitures XL et GXL, devinrent désormais la norme pour toute la gamme Taunus. La production de Ford Taunus en Allemagne, qui était passée de 245 955 voitures en 1973 à 138 357 en 1974, revint à 181 530 exemplaires en 1975.
En septembre 1973, sur la version boîte manuelle des voitures à moteur quatre cylindres 1 593 cm3, apparurent également des petits changements dans les rapports de boite pour les deuxième et troisième vitesses. À cette époque, des barres stabilisatrices latérales étaient également installées à l'avant comme à l'arrière, fournissant une réponse tardive à la critique généralisée concernant la propension de la voiture d'origine à être mal guidée lors des changements de direction ou lors de la conduite sur routes irrégulières.

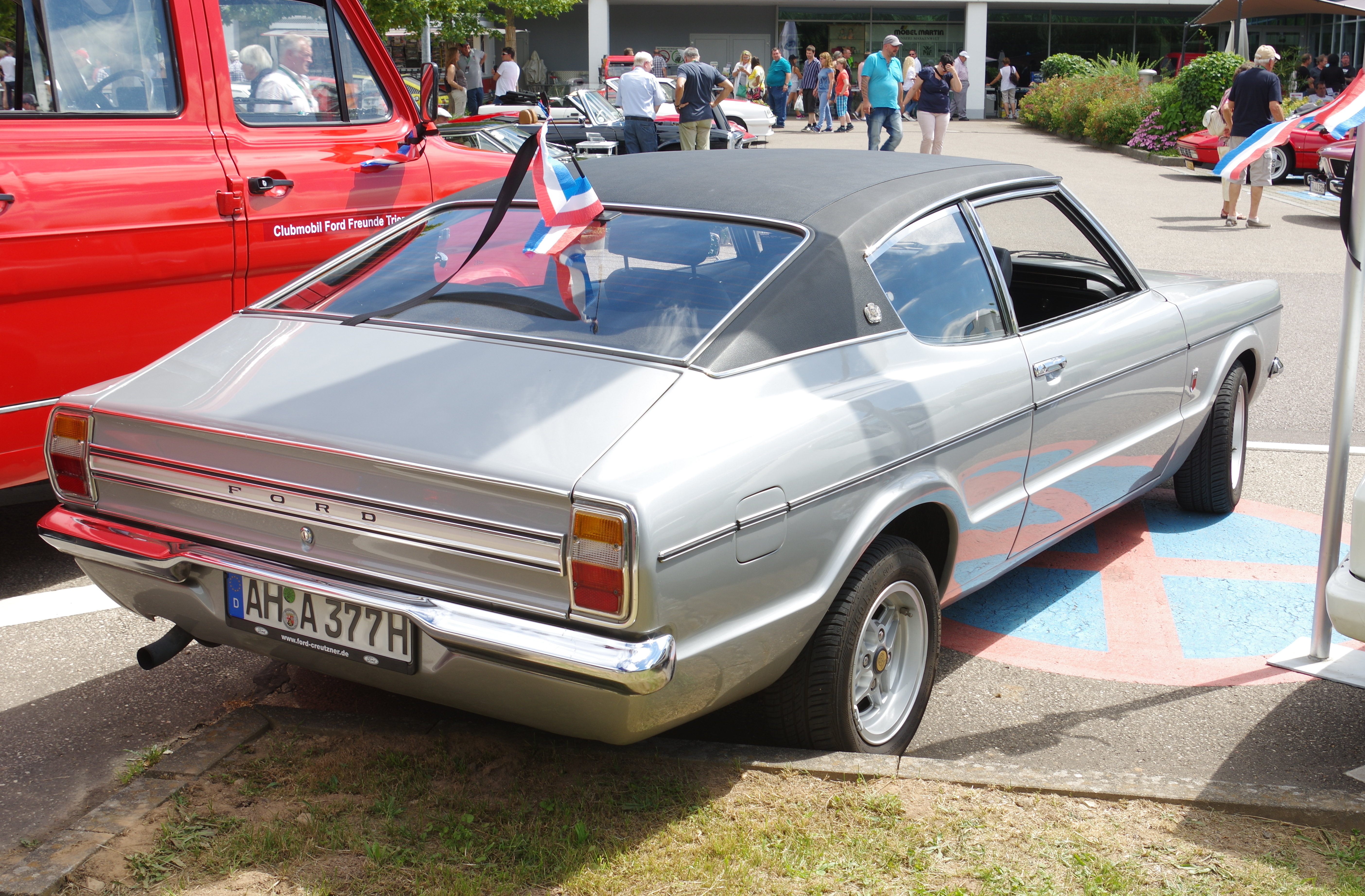
Ford Taunus GXL vue arrière
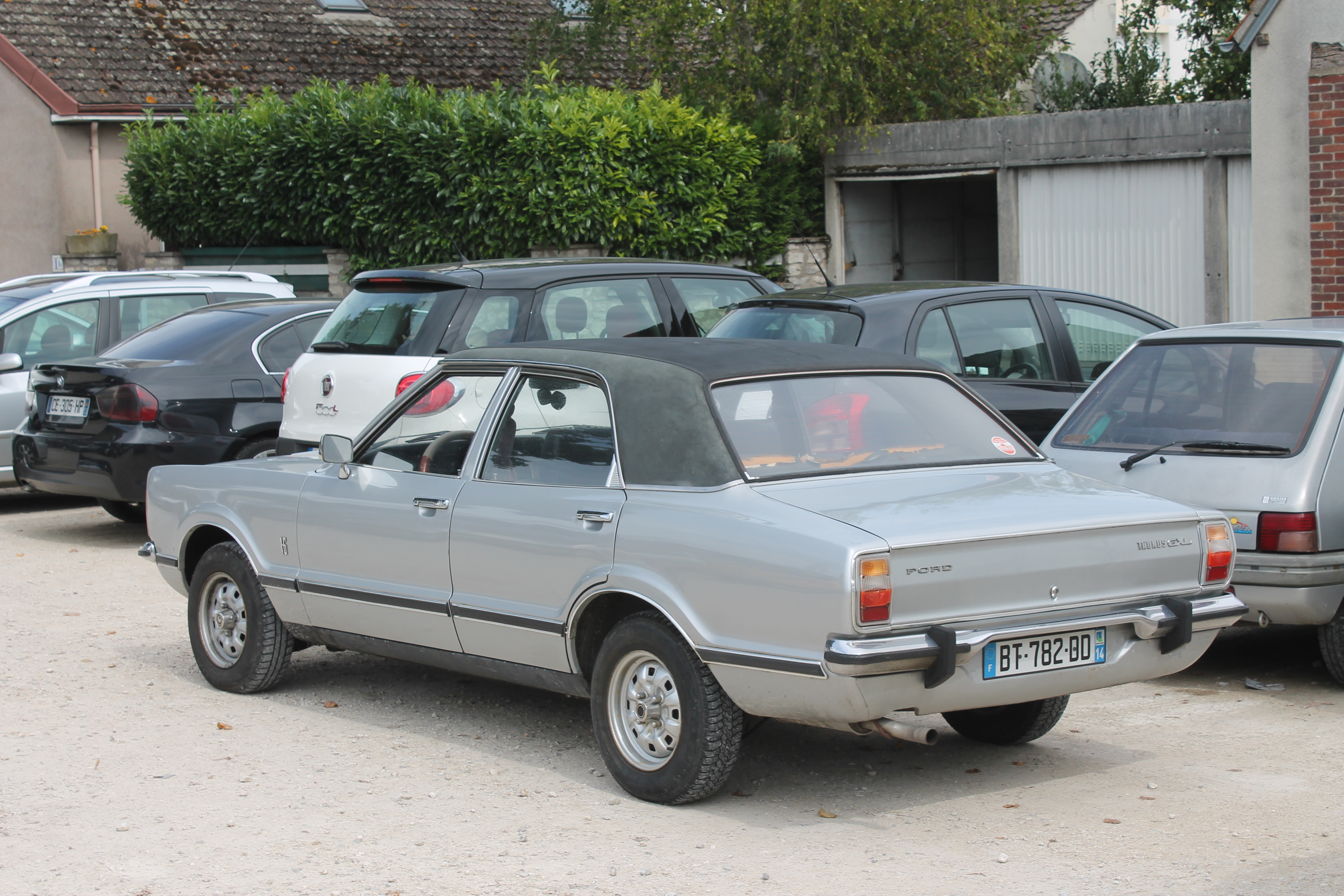
Ford Taunus Sedan (1973-1975)
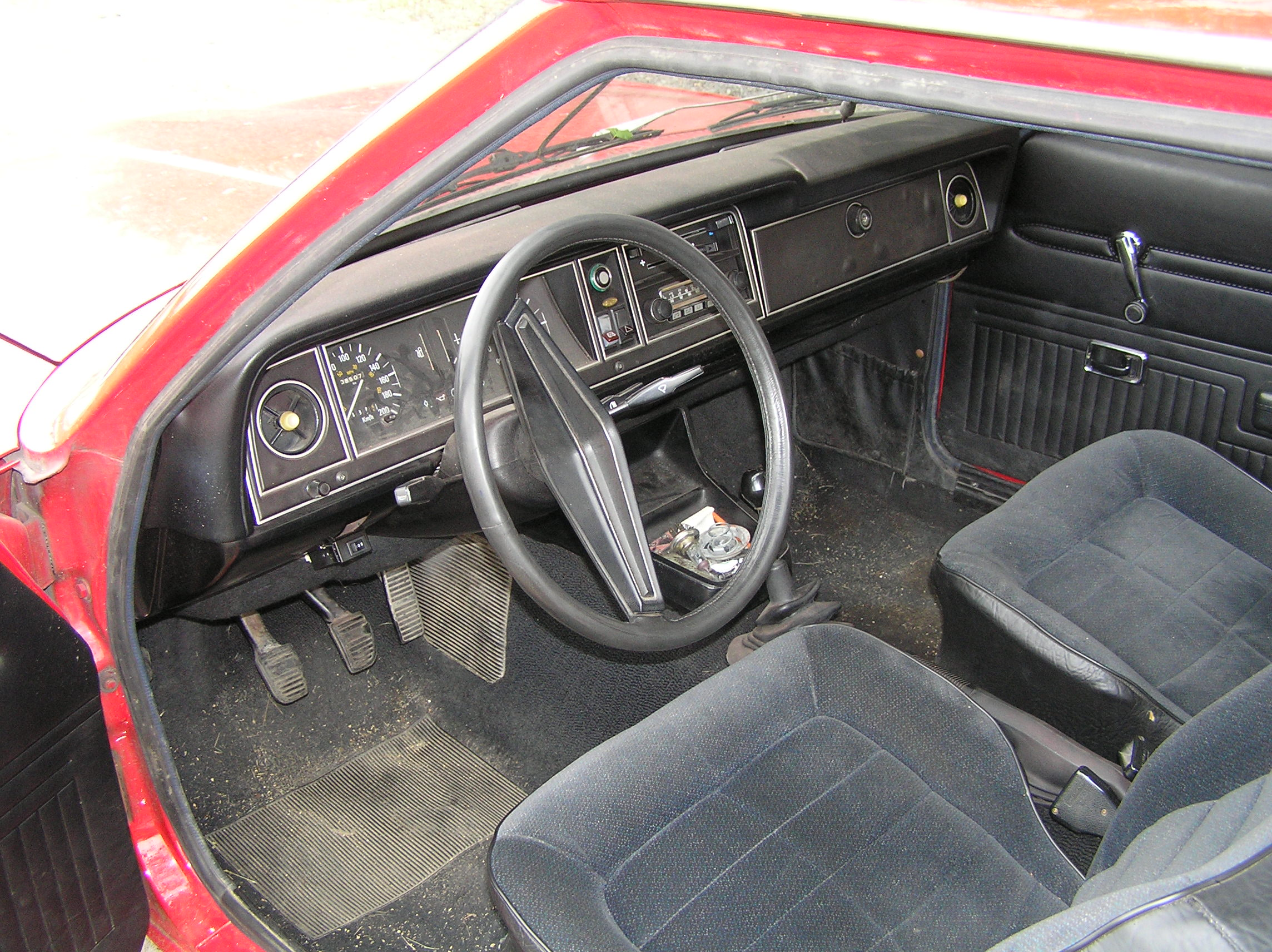
interieur (1973-1975)

### Production
- 1970 : 59 821
- 1971 : 253 283
- 1972 : 233 366
- 1973 : 245 955
- 1974 : 138 357
- 1975 : 181 530 (à fin novembre, TC2)

Ces données concernent les Ford Taunus TC produites par Ford Allemagne. Elles ne comprennent pas les Ford Cortina assemblées à Dagenham
La Ford Taunus TC était visuellement plus marquante que le modèle précédent et fut bien accueilli en raison de son apparence. Afin d'avoir une évaluation globale du succès commercial de la voiture il faudrait certainement combiner les données des Taunus TC et Cortina Mk III qui démarrèrent lentement à cause d'une longue fermeture de l'usine résultant d'une succession de grèves en 1970. Néanmoins, en séparant les chiffres de la Ford Taunus TC, produite par Ford Allemagne dans leur usine belge, à une heure de route de leur siège social allemand, environ 250 000 voitures furent produites au cours de chacune des trois années de 1971 à 1973, au cours de chacune de ces années, la Taunus TC a été la meilleure vente de Ford en Allemagne. Les données de production par année pour sa concurrente l'Opel Ascona n'ont pas été localisées par site de production, mais entre 1970 et 1975 Opel produisit 691 438 Ascona A, ceci confirme que pendant ses trois premières années complètes de production, la Taunus TC fut plus produite que sa rivale Opel, position inhabituelle pour une Ford allemande.
Les ventes mondiales d'automobiles furent durement touchées par la crise pétrolière de 1973. La production de Ford Allemagne en 1974 baissa d'un peu moins de 40% par rapport à l'année précédente(La production d'Opel diminuant de 33% au cours de la même période). Même en 1974, la Taunus était le modèle haut de gamme de Ford Allemagne, battant la plus petite Escort moins chère, ne serait-ce que par une petite marge. En 1975, la production de la Taunus revint à 181 530 exemplaires, bien que la Taunus ne soit plus le modèle le plus performant de Ford Allemagne face au 215 760 exemplaires d'Escort produites en 1975, l'Escort ayant tardivement gagné un attrait plus large auprès des acheteurs allemands, à la suite du lancement en décembre 1974 de la version Mk II moins exiguë.

## Taunus TC2 (1976-1979)
Fin novembre 1975, à temps pour l'année modèle 1976, la production de la série Taunus "GBTS", également connue sous le nom de "Ford Taunus TC2", débuta.

### Comparaisons avec la Cortina
Ford of Britain continua de vendre la Cortina Mark III, la version produite à Dagenham de la plus ancienne Taunus TC, plus de six mois après le lancement de la Taunus TC2, en septembre 1976, la Cortina Mark IV fut présentée en Grande-Bretagne, après quoi les Taunus TC2 et Cortina Mk IV étaient presque identiques, à l'exception des variations régionales en termes de changements de spécifications et de niveaux de finition. En interne, ils étaient pour la plupart différenciés par le poste de conduite : les voitures LHD (conduite à gauche) étaient badgées Taunus tandis que les voitures RHD (conduite à droite) étaient badgées Cortina, généralement quel que soit le pays de montage. Cependant, là où le nom allemand "Ford Taunus" n'avait pas de présence positive significative, le nom "Ford Cortina" fut utilisé pour certains petits marchés à conduite à gauche tels que la Grèce, la Corée du Sud, les Philippines, Israël (qui pris la plupart de ses voitures à conduite à gauche sous le nom de Cortina jusqu'en 1981) et Taïwan.
La Taunus TC2 était essentiellement un recarrossage de la Taunus TC, et présentée comme tel sur la plupart des marchés. Pour les acheteurs de Ford Cortina, le recarrossage était un peu plus étendu, avec la perte de la ligne bouteille de coca qui distinguait la Cortina Mk III du modèle Mk IV de 1976 et le matériel promotionnel concernant la Cortina jouait également sur les différences entre les Cortina Mk III et IV.

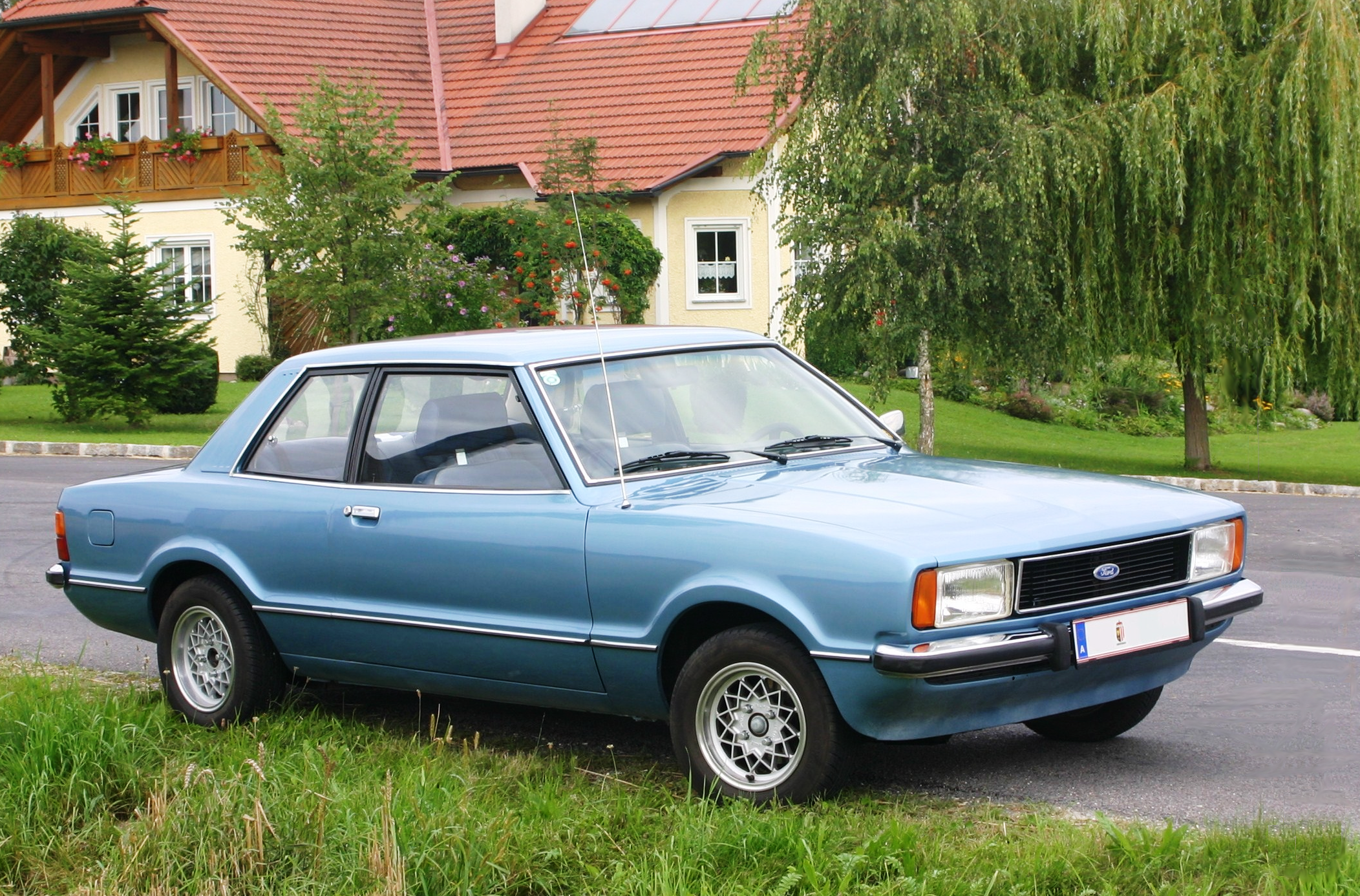
Taunus TC2 1.6GL (1976)
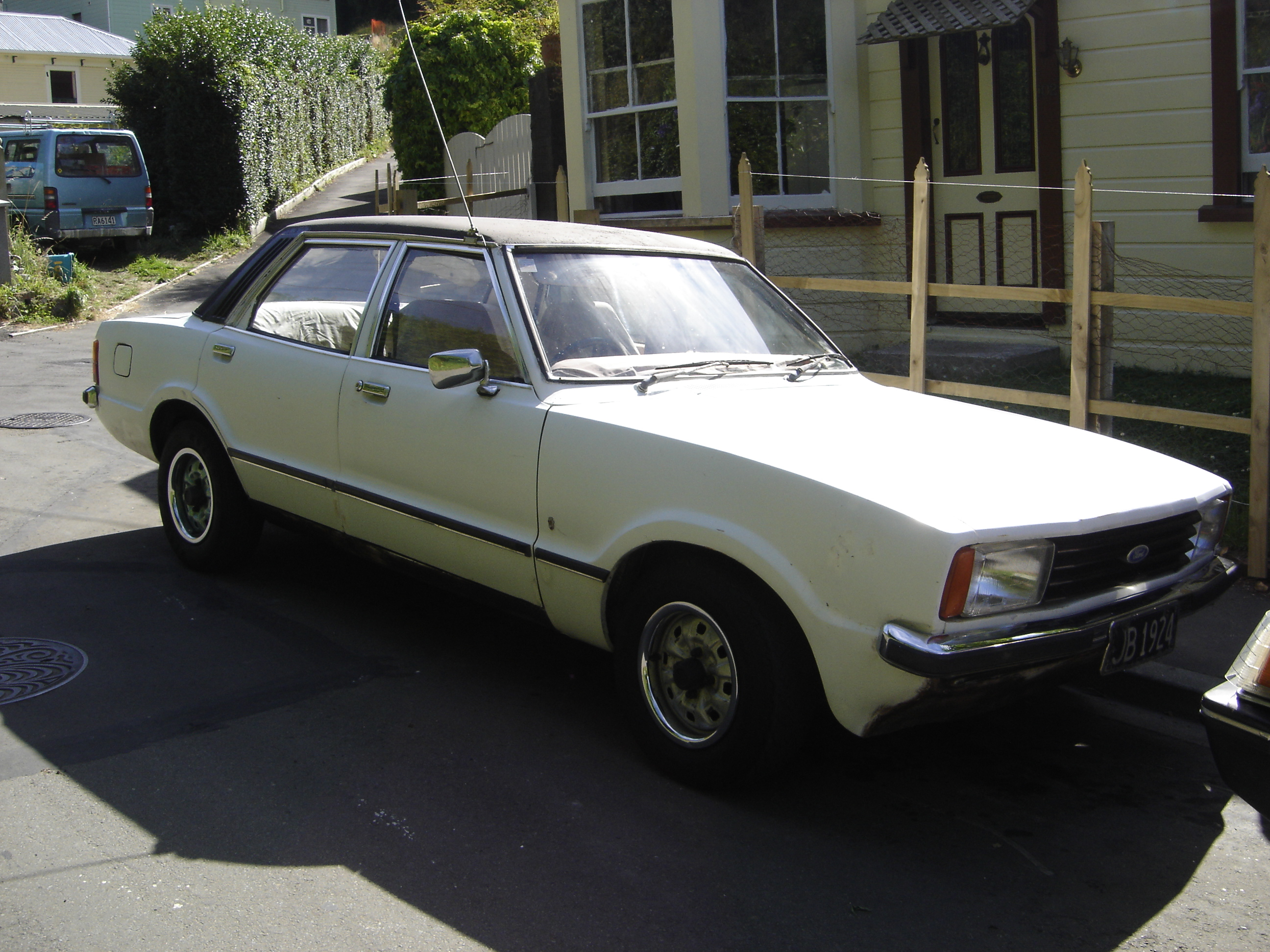
Cortina Mk IV

### Carrosserie mise à jour
La Taunus TC2 conserve une silhouette globale très similaire à celle de la TC, bien que tous les principaux panneaux de carrosserie extérieurs aient été renouvelés, tout comme la lunette arrière et les vitres latérales. Les manœuvres de stationnement devinrent un peu plus faciles maintenant que les coins arrière de la voiture étaient visibles depuis le siège du conducteur. De l'extérieur de la voiture, le changement le plus évident fut la perte à l'avant du "Knudsen Nose", donnant un aspect moins spécifique, mais aboutissant à une forme de carrosserie plus harmonieuse.

### Les dessous de la TC2 "recarrossée"
Le réglage de la suspension resta inchangé par rapport à celui de la Taunus TC (avec les améliorations de septembre 1973). Le système de freinage hydraulique à double circuit fonctionnait toujours avec des freins à disque à l'avant et des freins à tambour à l'arrière, leurs diamètres restant inchangés. Cependant, là où en 1970 un acheteur de l'entrée de gamme 1 294 cm3 aurait trouvé un servo-frein sur la liste des options, les freins servo-assistés de la Taunus TC2 étaient de série sur toute la gamme. Sur les voitures six cylindres, qui avaient des blocs moteurs plus lourds, il est également devenu possible à partir d'août 1977 de choisir en option la direction assistée.
La gamme de tailles de moteur était la même, à l'exception d'un ajout important : les acheteurs pouvaient spécifier une version 1 993 cm3 du moteur OHC «Pinto». Il était donc désormais possible d'acheter une Taunus de 2 litres à 4 ou 6 cylindres. Le quatre cylindres 2.0 litres délivrait une puissance maximale annoncée de 98 ch (72 kW) alors que la version six cylindres n'offrait que 90 ch (66 kW). Le moteur quatre cylindres plus récent avait également avec plus de couple. Néanmoins, le six cylindres atteignait son maximum de couple à des régimes moteur inférieurs et certains commentateurs trouvait la version 6 cylindres plus relaxante à conduire.
Comme auparavant, tous les modèles excepté le 1 294 cm3 pouvaient être commandés, moyennant un supplément, avec une transmission automatique à trois vitesses. La boîte automatique proposée n'était plus un système Borg Warner, mais la propre transmission C3 de Ford produite dans son usine de transmission à Bordeaux qui avait ouvert ses portes en 1973.

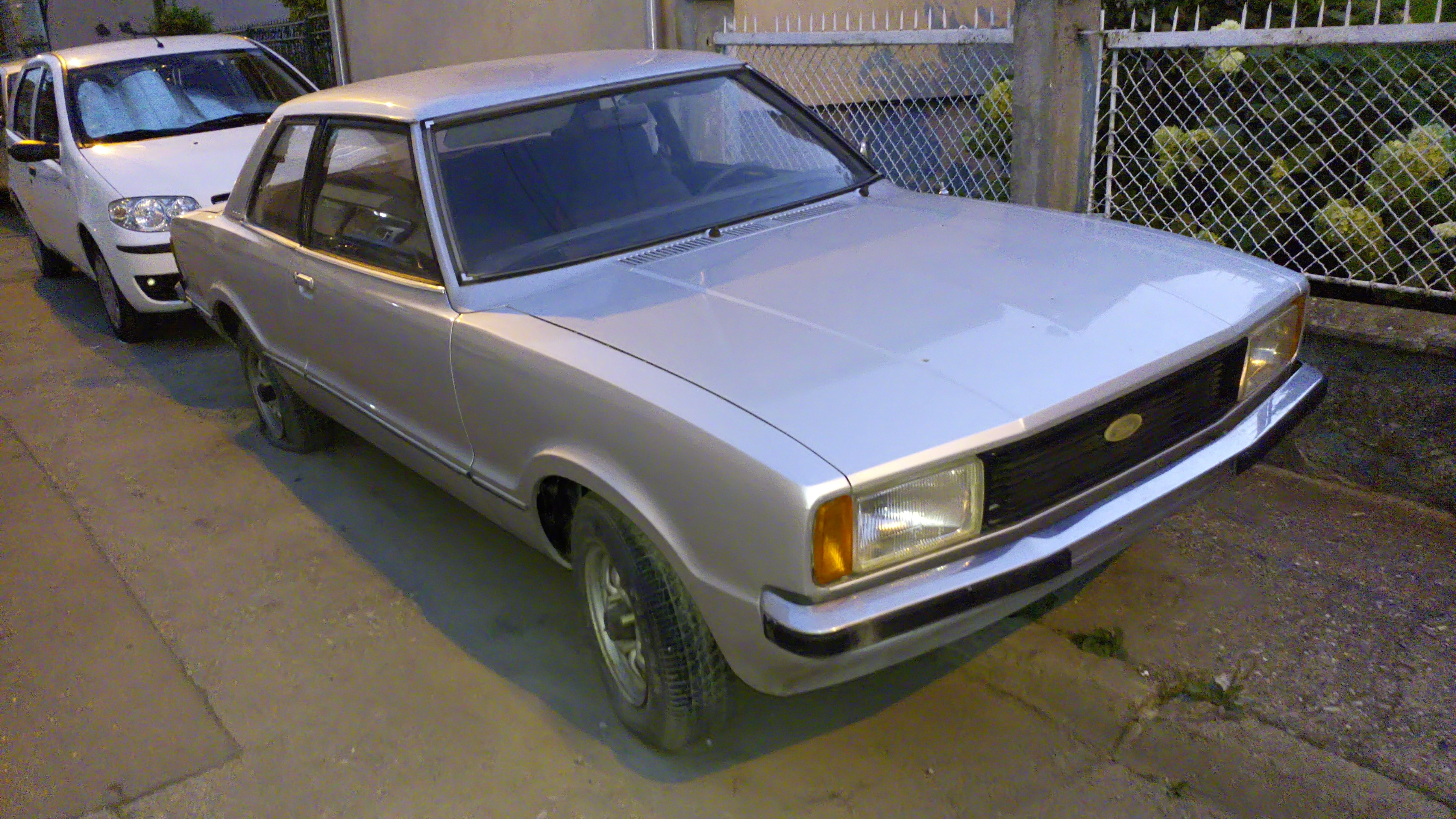
Taunus TC2 Coupe
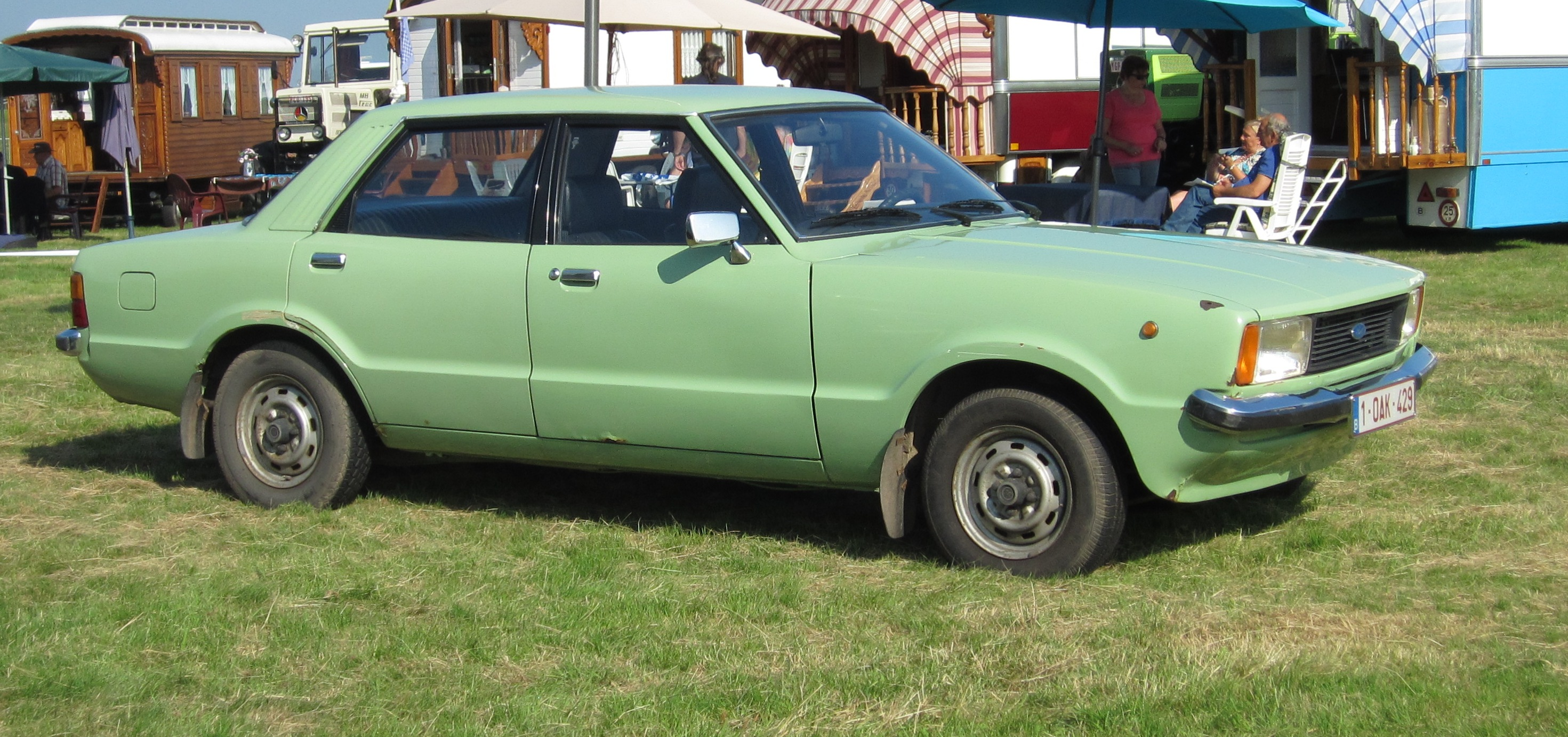
Taunus 1.6 TC2 Sedan (1978)
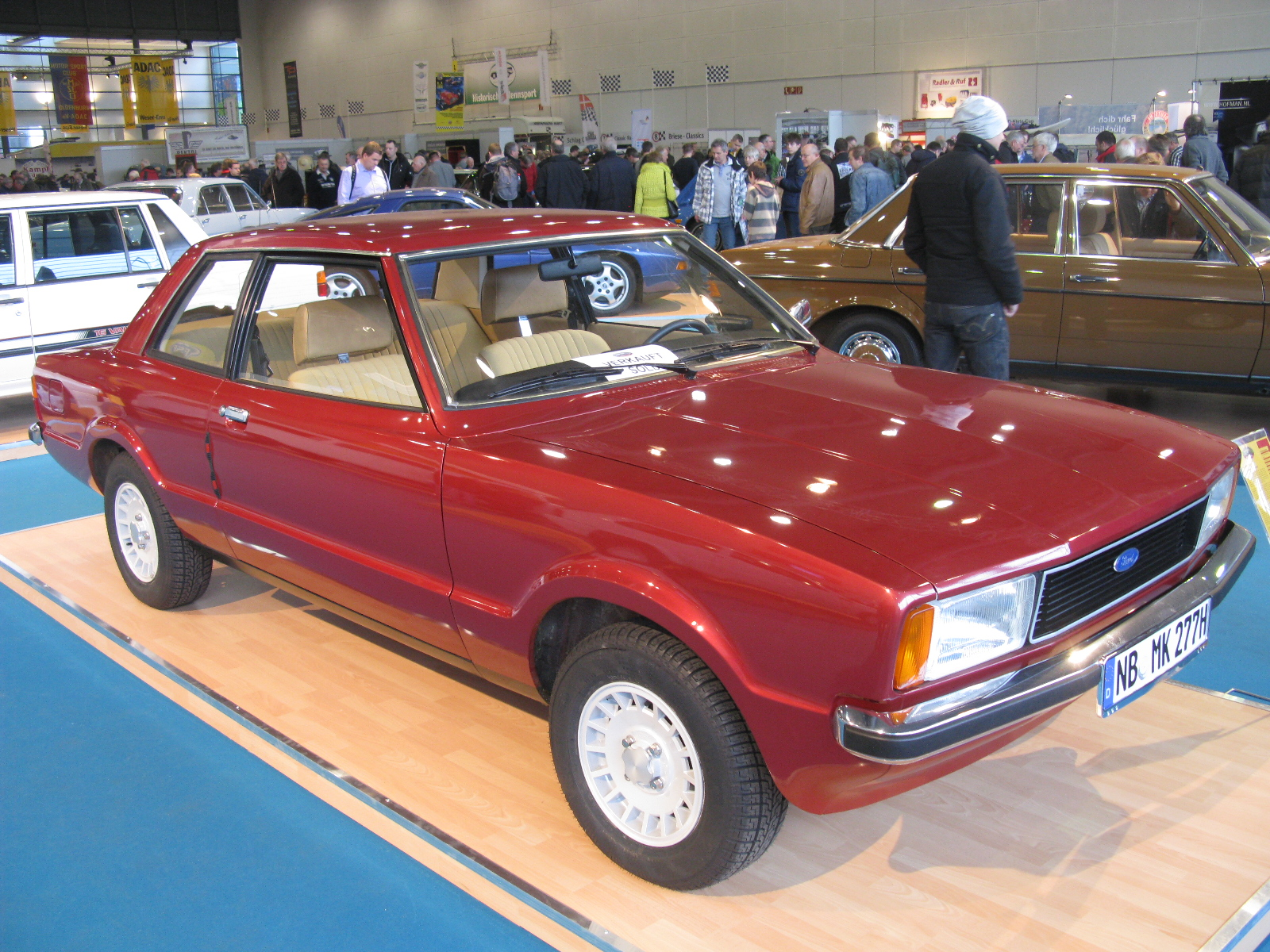
Taunus TC2 1.6
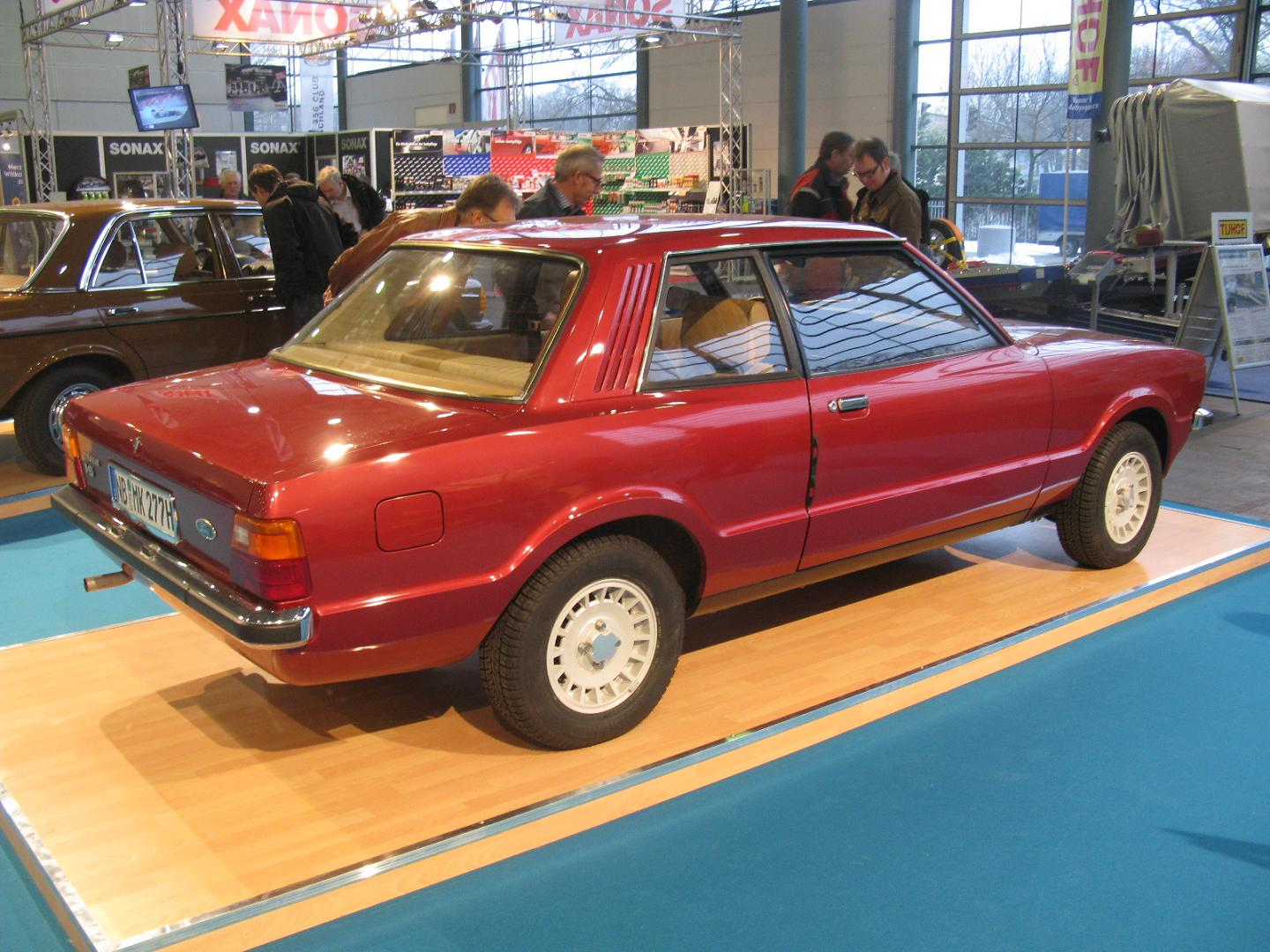
Vue arrière
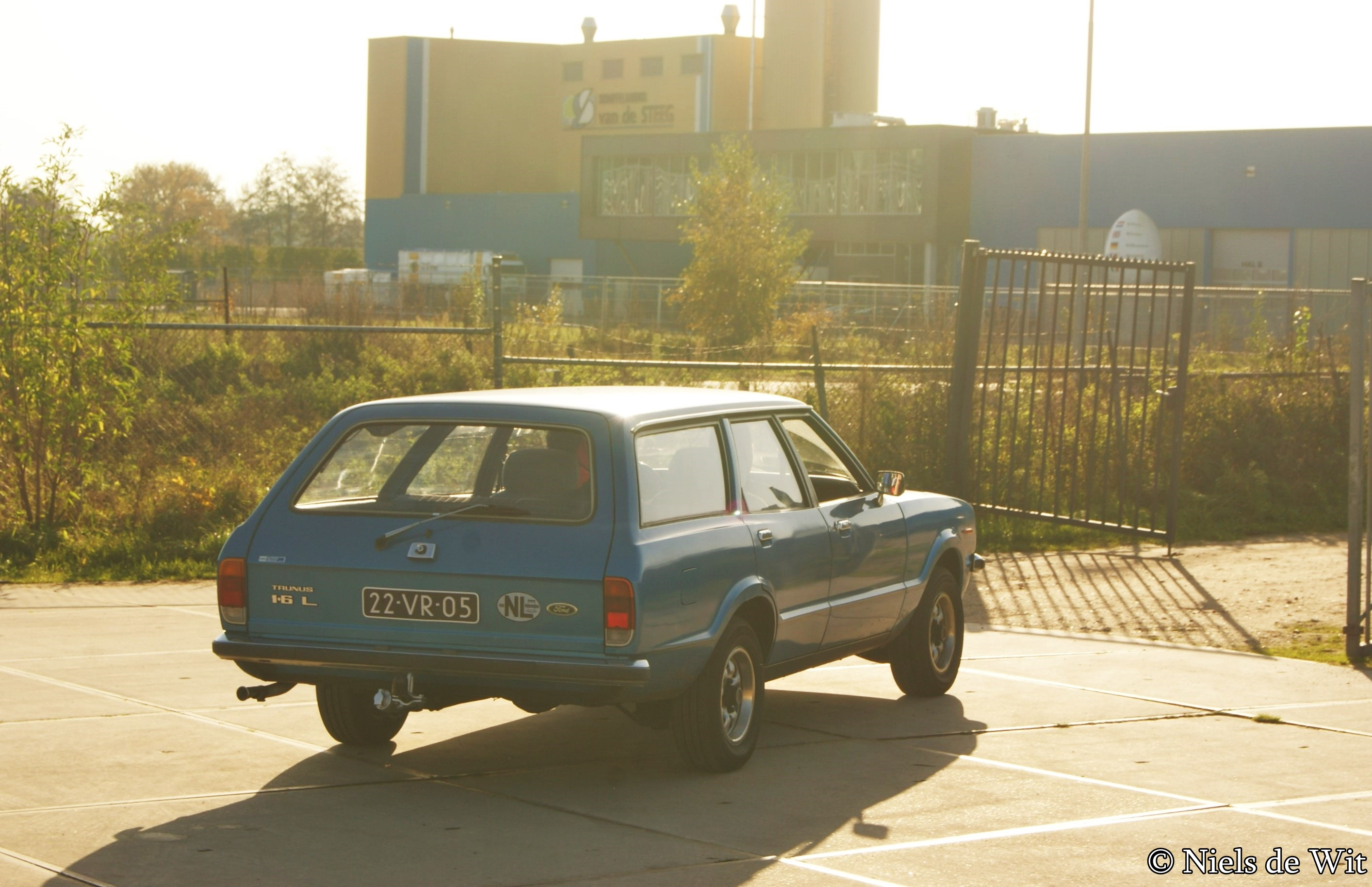
Taunus Turnier 1600 L (1978)

### Production (TC2 / TC3)
- 1975 : 181 530 (depuis fin novembre, TC2)
- 1976 : 284 527
- 1977 : 285 384
- 1978 : 264 774
- 1979 : 256 884 (depuis septembre, TC3)
- 1980 : 173 295
- 1981 : 201 409
- 1982 : 117 426

Ces données couvrent les Ford Taunus TC2 et TC3 produites par Ford Allemagne. Il ne comprend pas les Ford Cortina assemblées à Dagenham
Depuis 1970, la Taunus TC était en concurrence frontale pour les parts de marché avec l'Opel Ascona, et en 1973, les deux furent rejoints par la Volkswagen Passat. Les données de production strictement comparables pour les trois voitures ne sont pas facilement accessibles, mais si l'on exclut les Opel assemblés en Grande-Bretagne sous le nom de Vauxhall Cavalier, en termes de volume, la bataille fut remportée de justesse entre 1976 et 1982 par la Ford Taunus TC2/TC3, avec 1 583 699 de voitures produites. Entre 1975 et 1981, Opel a produit 1 316 459 Ascona B. Les chiffres d'Opel dépasseraient ceux des Taunus si l'on ajoutait les 196 512 Cavalier construites sous le nom de Vauxhall à l'usine d'Opel d'Anvers, et seraient encore augmentés si l'on ajoutait les 534 634 Opel Manta mécaniquement similaires qui partageaient la chaîne de production des Ascona. Au cours des six années entre 1976 et 1982, Volkswagen produisit 1 360 312 Passats. Pour faire du groupe Volkswagen le gagnant de ce palmarès, il faudrait ajouter les 1 290 164 Audi 80 mécaniquement similaires au chiffre donné ici pour la Volkswagen Passat. En 1980 malgré ses bonnes performances sur le marché et avec l'arrivée des nouveaux concurrents Volkswagen et Opel, les données de ventes suggèrent que l'âge de conception de la Taunus TC commençait à jouer contre elle.
Dans un secteur qui gagna en importance au cours des années 1970, de nombreux clients ayant échangé des voitures plus grandes comme l'Opel Rekord, la Taunus TC2/TC3 (comme la TC avant elle) obtint son succès sur le marché en combinant un bel aspect et des prix agressifs. La voiture, mécaniquement traditionnelle, était considérée comme largement fiable, bien qu'elle ne se soit jamais entièrement débarrassée de défauts et de faiblesses récurrents qu'un processus de développement plus rigoureux aurait pu empêcher.

## Taunus TC3 (1979-1982)
Lorsqu'en 1979 la Taunus TC3 (également connue sous le nom de série Taunus "GBFS") a remplacé la Taunus TC2, les principaux composants sont restés essentiellement les mêmes. Au Royaume-Uni, Ford présenta la voiture sous le nom de "Cortina Model 80", bien qu'elle soit rapidement devenue connue, ne serait-ce que de manière informelle, sous le nom de Cortina Mk V. Encore une fois, les différences en 1979 avaient tendance à se jouer davantage en ce qui concerne la Cortina assemblée à Dagenham que pour la Ford Taunus Allemagne assemblée en Belgique.
Les innovations dans le compartiment moteur avec le modèle TC3 de 1979 comprenaient un nouveau "carburateur économique", fabriqué en interne par Ford, qui donna lieu à de nombreuses plaintes. De légères modifications de carrosserie ont affecté la base des vitres latérales qui fut très légèrement abaissée. D'autres changements visibles de l'extérieur comprenaient des pare-chocs qui s'enroulaient maintenant le long des côtés de la voiture jusqu'aux passages de roue. Les lumières avant et arrière furent remodelées entourant également les coins de la voiture suffisamment pour être visibles sur les côtés.
En haut de la gamme le choix pour le moteur 2 274 cm3 fut réduit avec l'arrêt de la Ford Taunus Sport. Cependant sur toute la gamme, il était désormais possible de spécifier un ensemble d'options "S" qui comprenait notamment une barre anti-roulis plus solide et une suspension plus ferme.

### Fin de la production européenne
En juillet 1982, la production européenne des Taunus TC3 et Cortina 80 s’arrêta, remplacée en octobre par la Ford Sierra. La Sierra a repris les moteurs Pinto OHC et la configuration de traction arrière «conventionnelle» de la Cortina / Taunus, mais était par ailleurs une toute nouvelle voiture avec une suspension indépendante aux quatre coins.
La production de la Taunus s'est poursuivie en Argentine jusqu'en 1984. La version coupé fastback, abandonnée de la gamme des modèles européens en 1975, est restée dans la gamme Taunus jusqu'à la fin.
La production de Taunus s'est également poursuivie à Otosan en Turquie, où une version TC3 avec une partie arrière remodelée a continué d'être produite jusqu'en 1994.

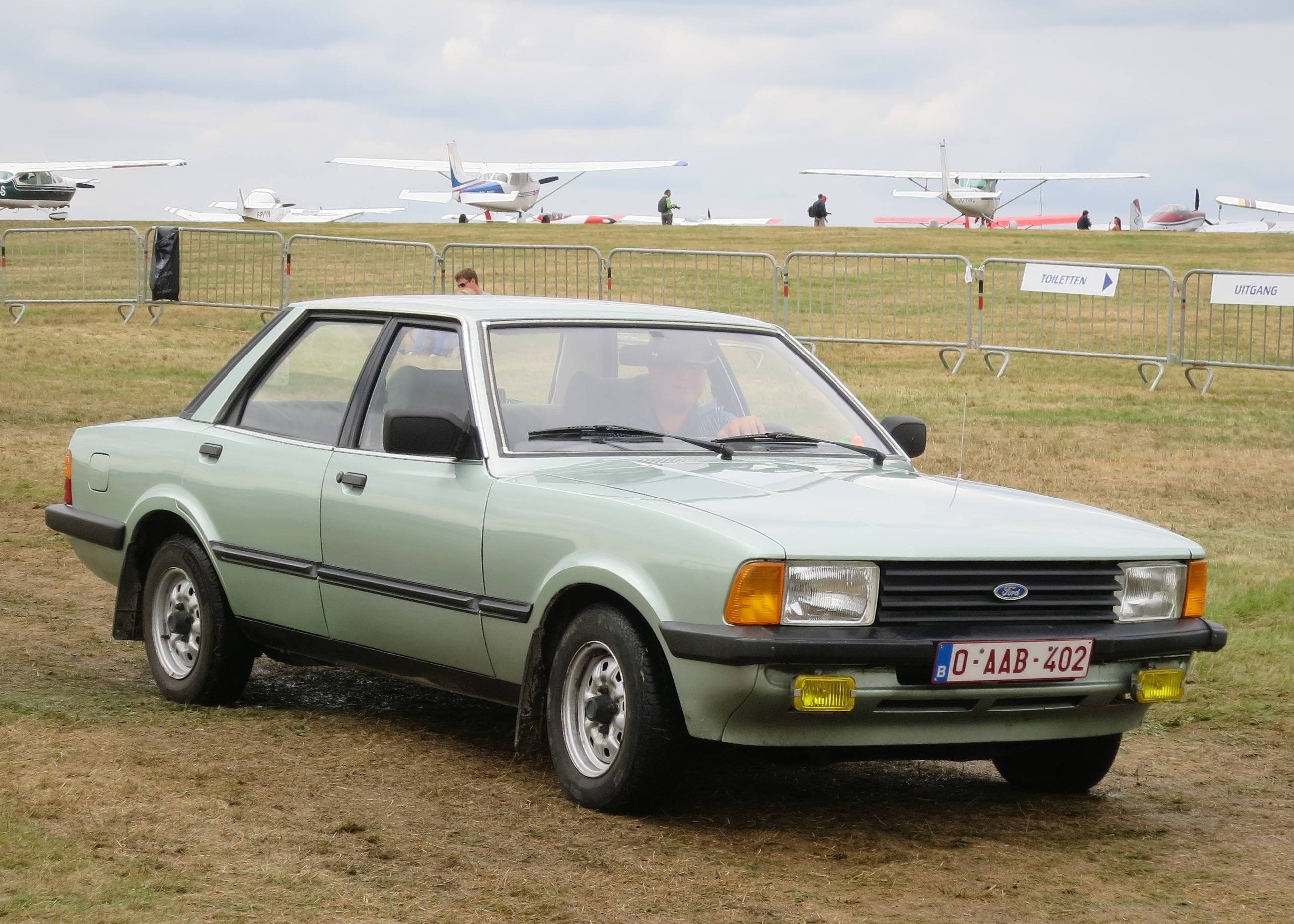
Taunus TC3 Sedan 4 portes
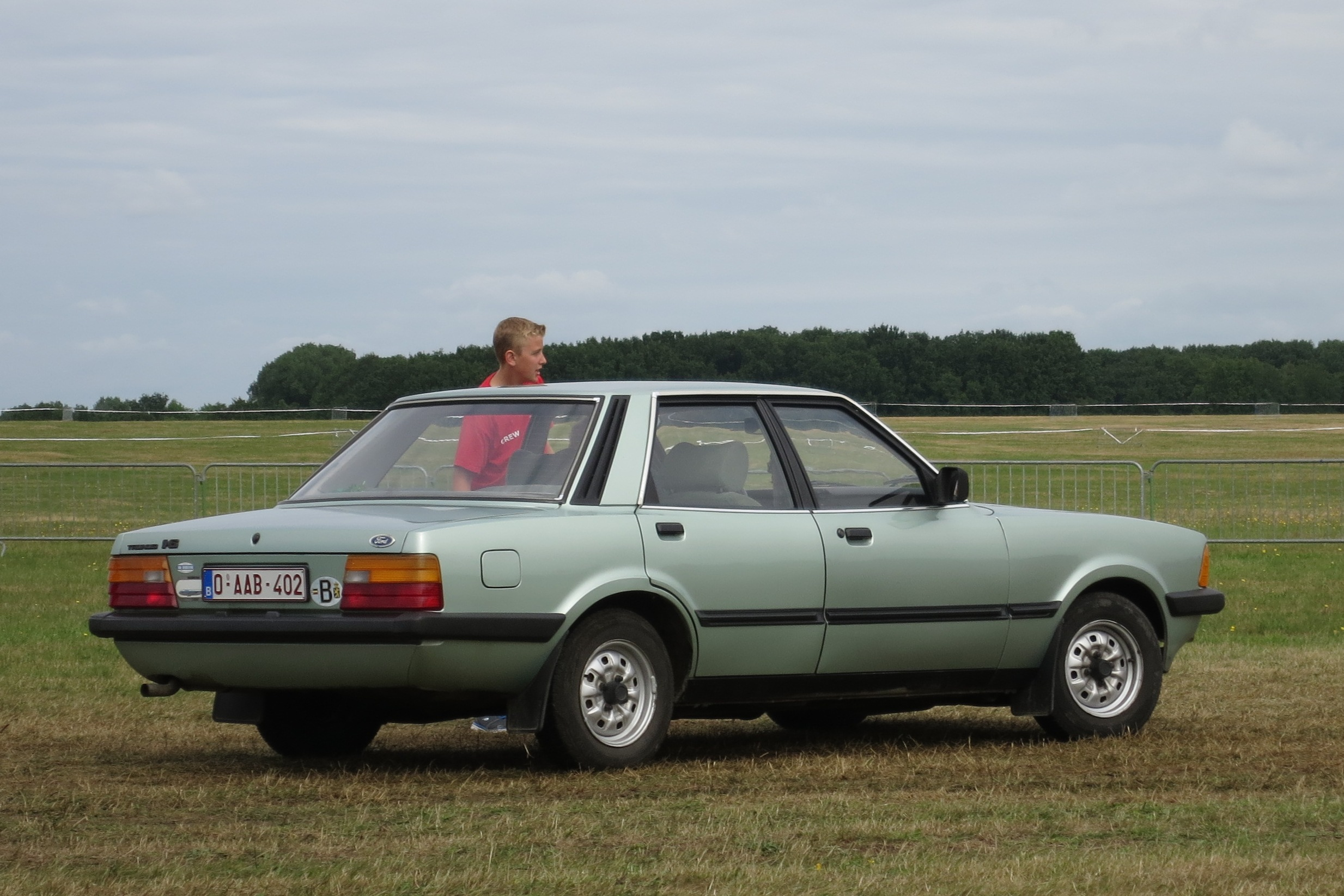
Taunus TC3 Sedan vue arrière
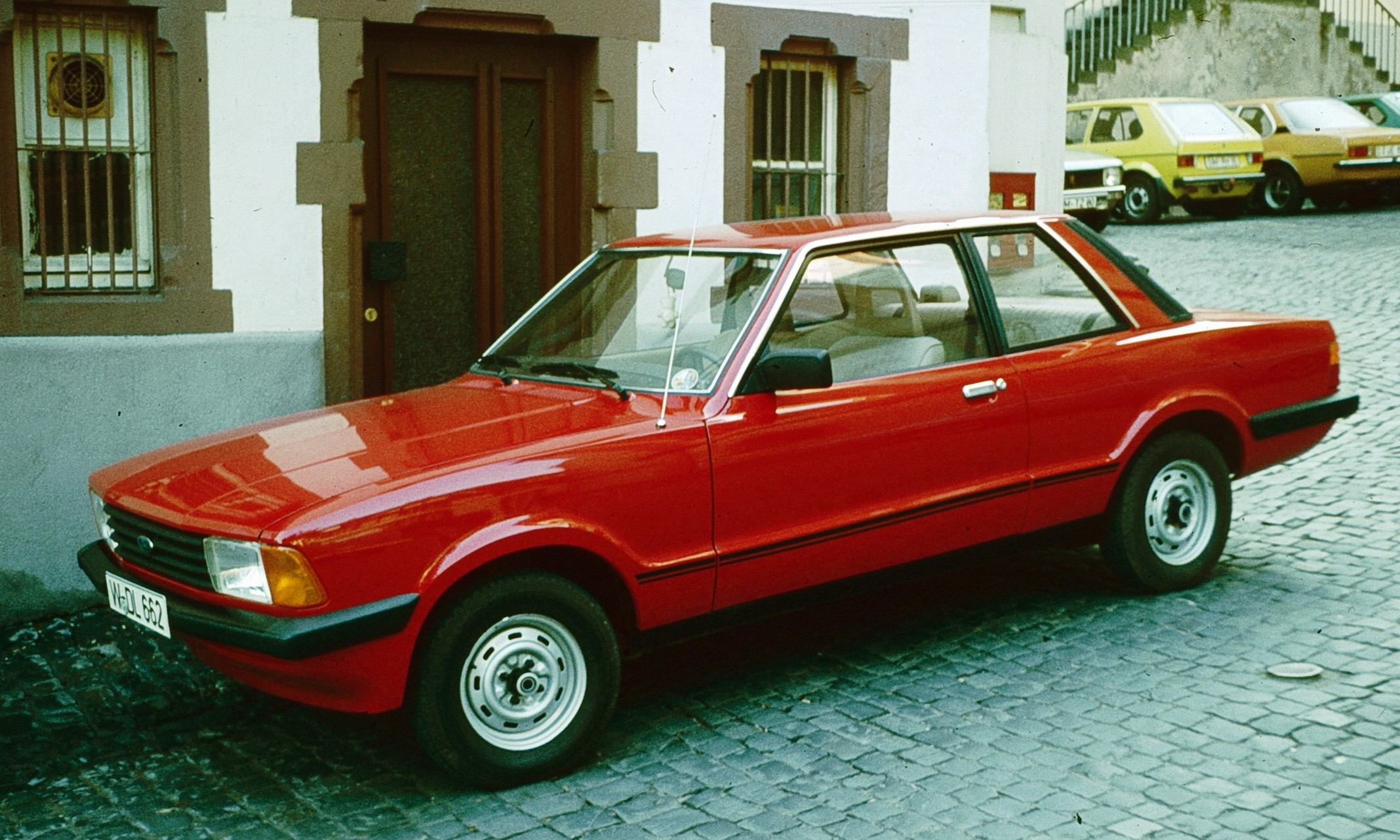
Taunus TC3 Sedan 2 portes
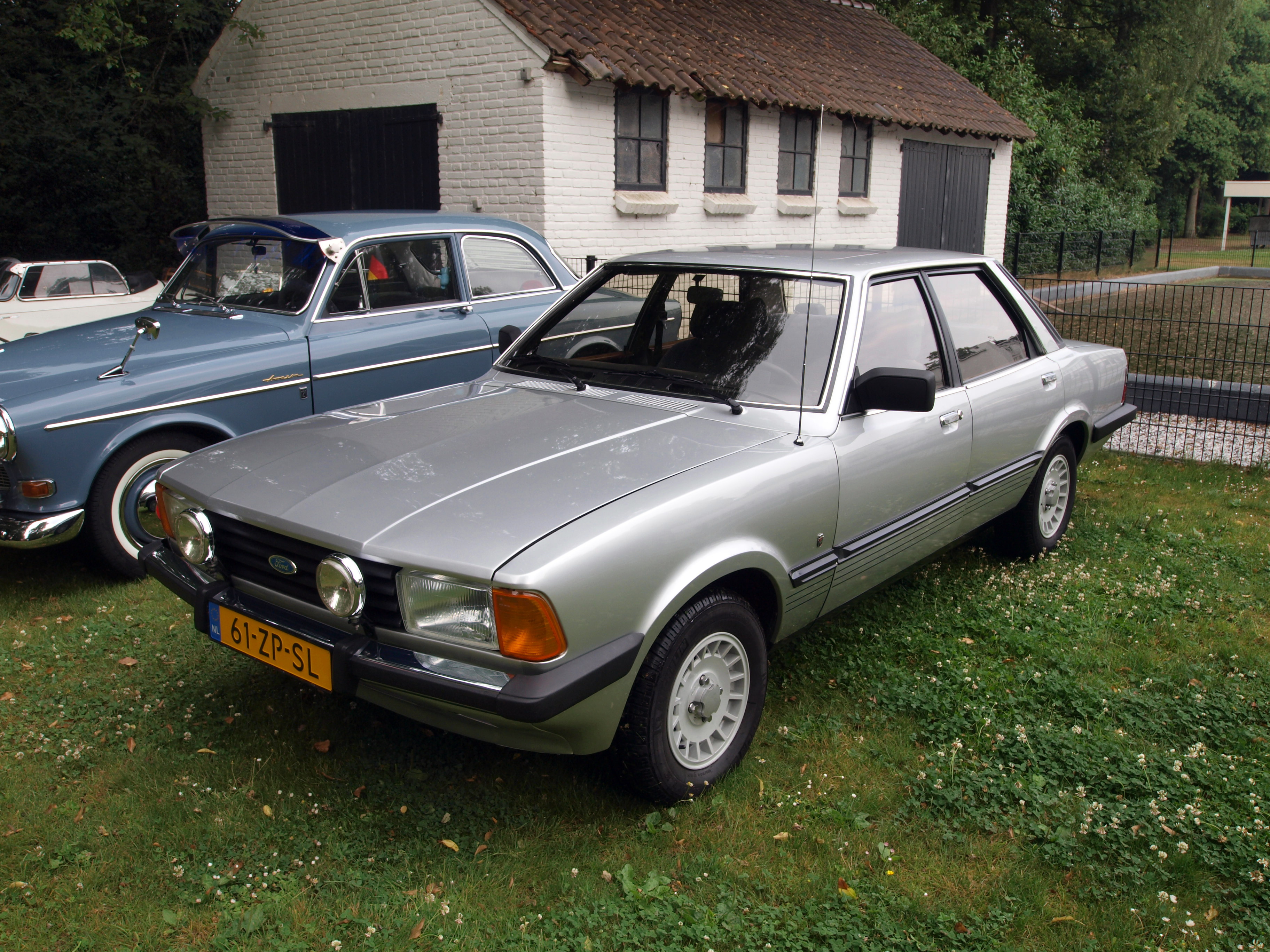
Taunus 2.0 GHIA (1981)

### Quarante ans après
Les modèles Taunus et Cortina sont très faciles à entretenir et partagent de nombreux composants mécaniques avec les autres voitures Ford européennes de la période (à l'exclusion de la Ford Fiesta), ce qui les rend extrêmement faciles à réparer, bien qu'ils soient maintenant rares même sur les marchés où ils étaient les plus populaires. Par exemple, un peu plus de 2 000 Cortina britanniques de cette génération étaient encore en circulation en 2006 alors qu'elles avaient été vendues à plus de 1 000 000 d'exemplaires. Les Taunus, cependant, peuvent encore être vu en circulation en Espagne, Allemagne et en Scandinavie ou il existe un club de propriétaires très actif.

## Production hors Europe
Les Taunus TC ont été produites en Argentine de 1974 jusqu'à la fin de 1984 et en Turquie, par Otosan, de 1984 à 1994.

### Argentine
Avant le lancement de sa production en Argentine, la Taunus TC1 a subi une année de tests. Divers composants critiques du châssis furent remplacés par des équivalents plus robustes en raison des routes plus difficiles de l'Argentine rurale. D'autres composants ont été réapprovisionnés localement pour des raisons de disponibilité, mais la plupart des composants des voitures assemblées en Argentine devaient encore être importés des usines européennes Ford. L'une des différences techniques les plus importantes est que les Taunus argentines utilisaient les essieux arrière Dana "Type 30" plutôt que les essieux arrière Atlas ou Salisbury (selon la taille/le couple du moteur) utilisés par les Taunus/Cortina européennes.
Les modèles argentins produits à partir de 1974 étaient les "TC1" en versions berline à quatre portes (2000L, 2000GXL et 2300GXL) et le coupé à deux portes fastback (2300GT et 2300GT/SP) de 1974 à 1980. Aucun break Taunus TC ni berline à deux portes ne fut produite en Amérique du Sud.

Taunus TC1 Argentine
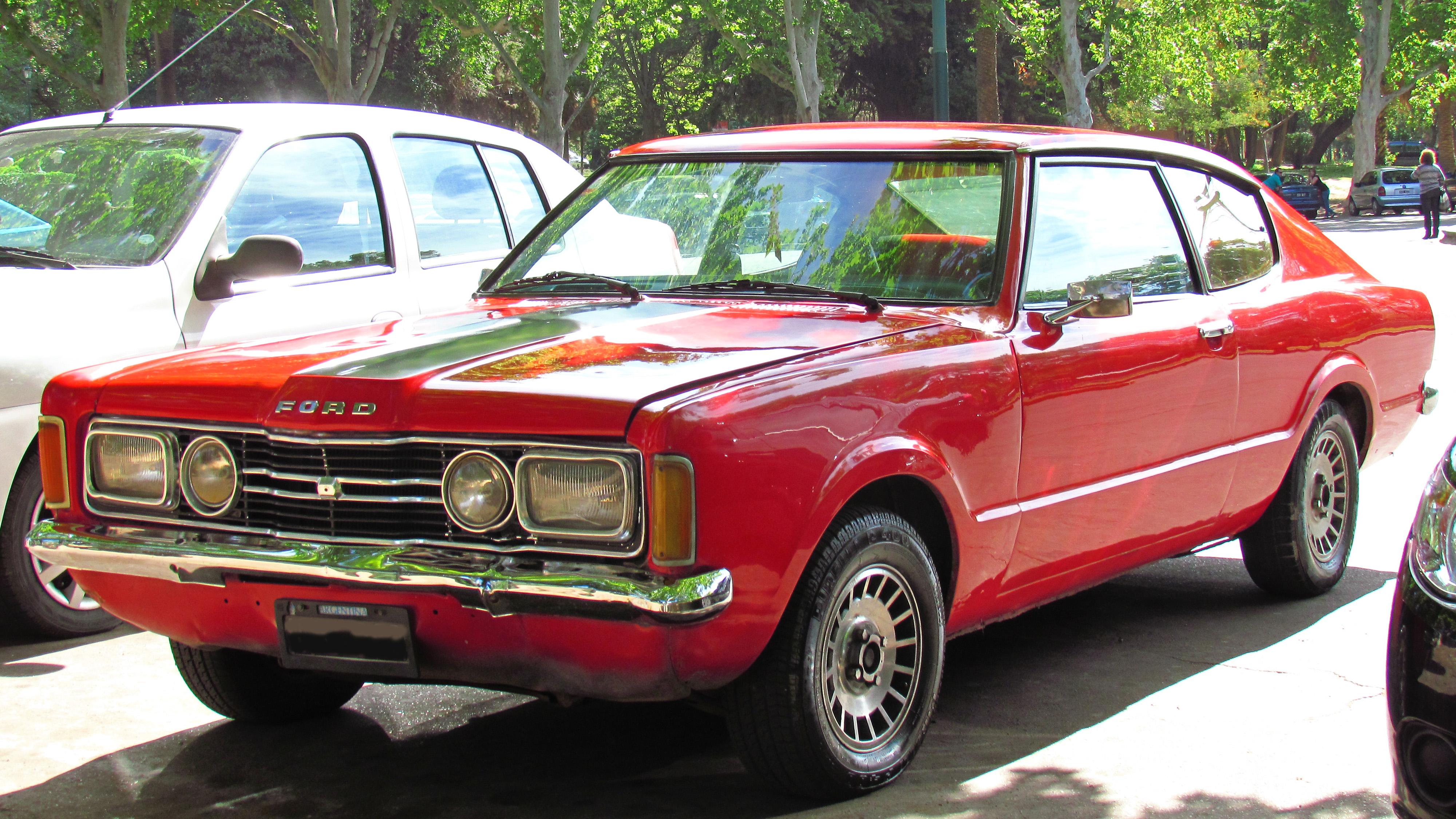
Ford Taunus 2300GT exclusif à l'Argentine (1974-1984)
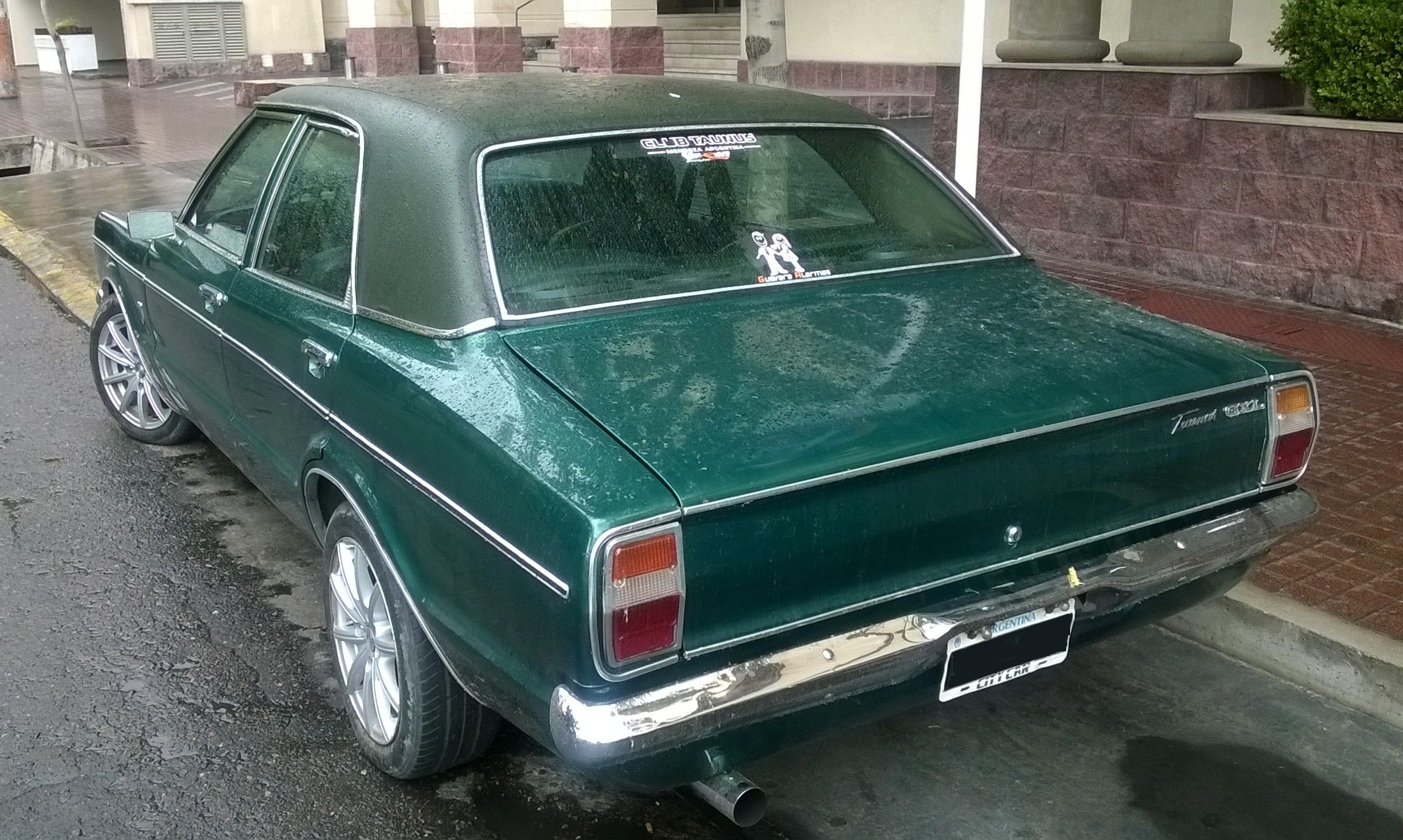
Ford Taunus GXL Sedan 4 portes

Les "TC2" 1976-79 Taunus/Cortina n'ont jamais été produites en Argentine. La production est passée directement en 1980 des Taunus TC aux "TC3"/"Cortina 80". Les deux berlines (2.0L, 2.3 Ghia et 2.3 Ghia S) et Coupé (2.3 GT, 2.3 SP et 2.3 SP5) ont été produites, mais là encore les voitures à carrosserie break et les berlines à deux portes ont été exclues de la gamme argentine. Dans le cadre de la mise à niveau de 1980, Ford a présenté une version lifting du coupé "TC1" fastback, produit depuis 1975 uniquement en Argentine, et maintenant avec le nez "TC3" et sa propre disposition de feux arrière. Ces coupés fastback de la Taunus argentine après 1980 présentaient également des performances améliorées et un intérieur remodelé : elles utilisaient le nom "Taunus SP" ou "Taunus SP5", le "5" faisant référence à la boîte de vitesses manuelle à cinq vitesses désormais disponible en option. Outre l'option à cinq vitesses, le choix de la transmission, comme pour les Taunus TC européennes, se situe entre une boîte manuelle à quatre vitesses et, pour les voitures à moteur plus gros, une boîte de vitesses automatique à trois vitesses.

Taunus TC3 Argentine
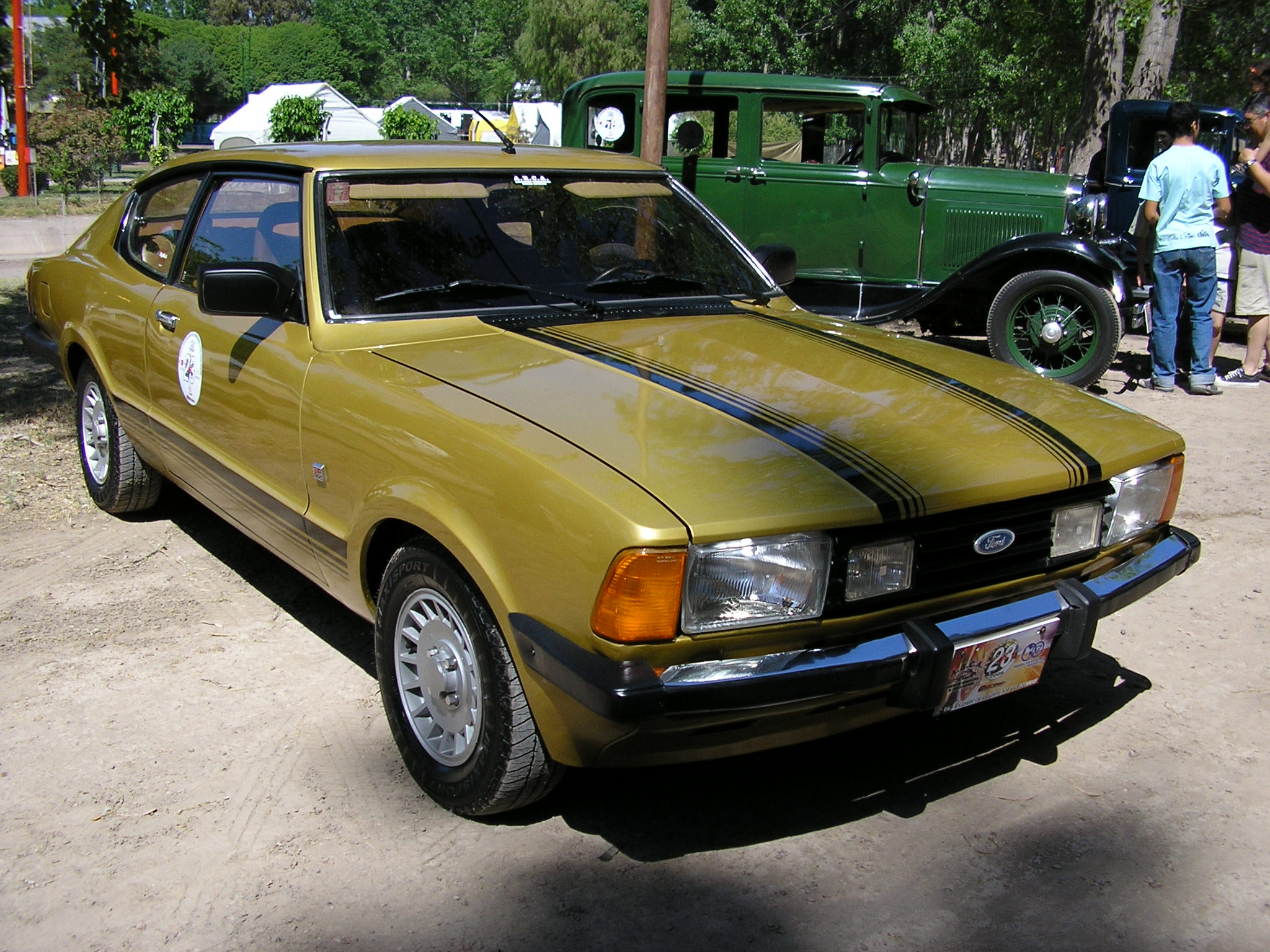
Ford Taunus TC3 Coupe SP
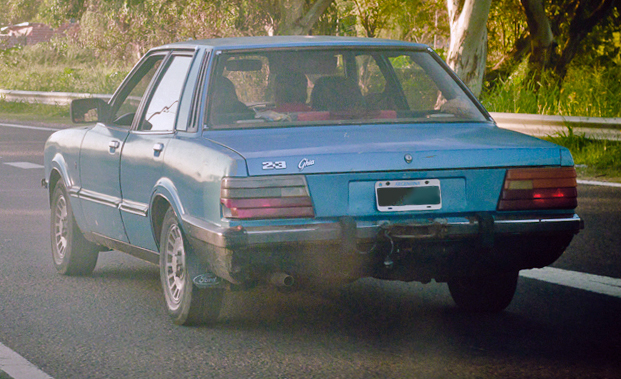
Ford Taunus TC3 2.3 Ghia
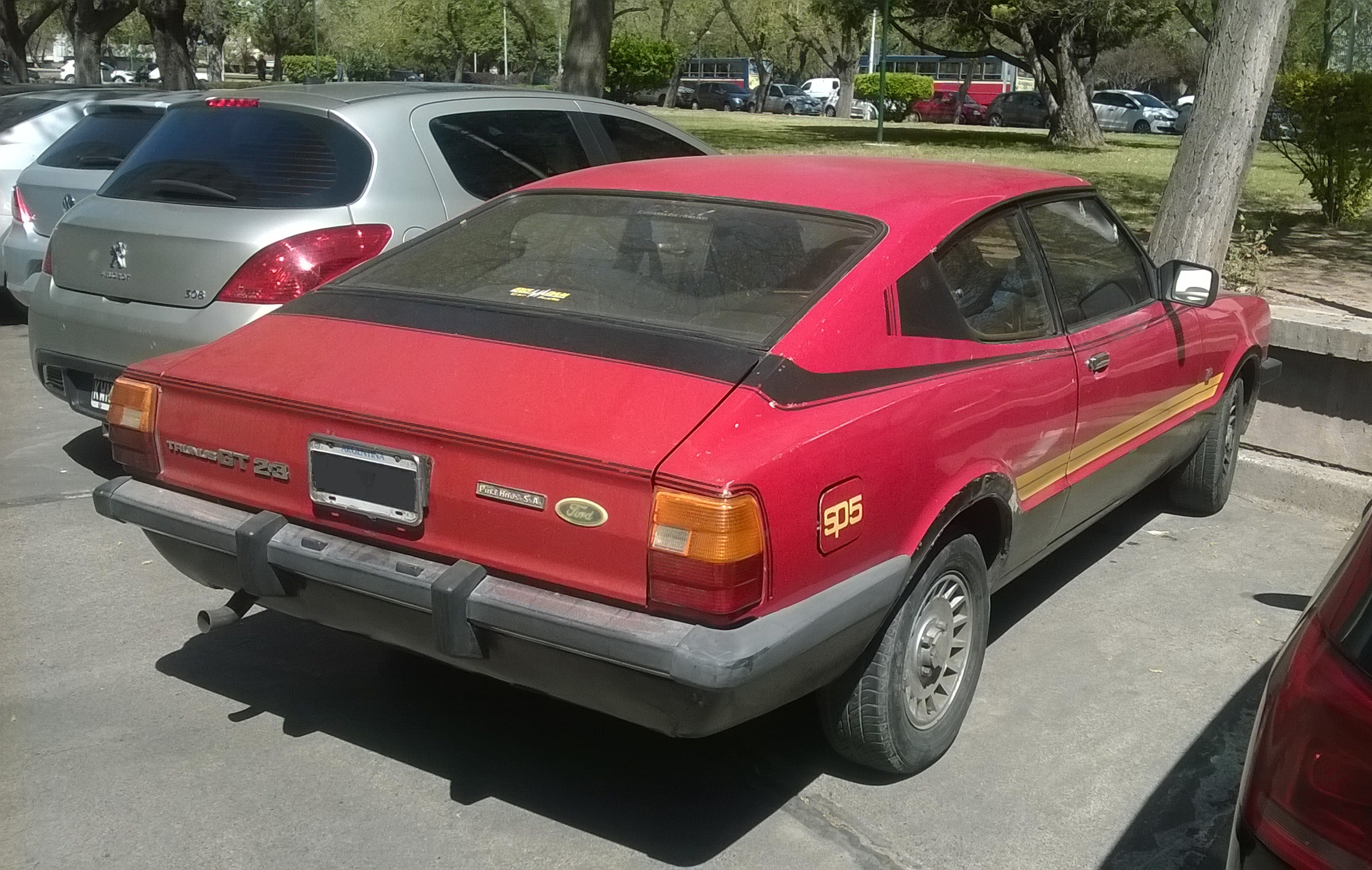
Ford Taunus Coupe SP5

Les modèles argentins Taunus TC ne partageaient pas la gamme de moteurs européens, utilisant plutôt le moteur similaire "Lima" pour l'Argentine en versions 2.0 litres et 2.3 litres. Celui-ci était dérivé du moteur "Pinto" mais différait à plusieurs égards. Le moteur le plus puissant disponible dans la Taunus argentine était une version mise à jour du "Lima" avec un arbre à cames amélioré, de nouveaux collecteurs d'échappement et un carburateur Solex à double corps 36/36mm. Aucun des modèles argentins Taunus n'était équipé de moteurs six cylindres.
Au total, 197 031 Taunus furent construites en Argentine.
Même si les Taunus/Cortina ne sont plus un spectacle habituel dans les pays européens où elles étaient un best-seller, de nombreuses voitures survivent en Argentine, où un certain nombre de clubs gardent les voitures en parfait état, tandis que beaucoup sont encore utilisé comme pour le transport familial régulier, en particulier dans les zones rurales, comme le Club Taunus Argentina.

### Turquie
En 1984, la chaîne de production argentine Taunus fut vendue à Otosan en Turquie où la fabrication de l'Otosan Taunus repris. L'usine d'Otosan est également venue prendre en charge les outils de fabrication de la camionnette Ford P100 basée sur la Cortina Mk V en Afrique du Sud, bien qu'Otosan n'ait pas utilisé la structure de la plate-forme de chargement sud-africaine, préférant sa propre conception, qui était pliable sur les côtés (rappelant la Peugeot U10). L'Otosan Taunus a également des différences avec les Taunus TC3 construites auparavant en Europe et en Argentine avec sa face avant distinctive avec des phares rectangulaires ou doubles carrés et une calandre de couleur assortie.

Ford Taunus Turquie
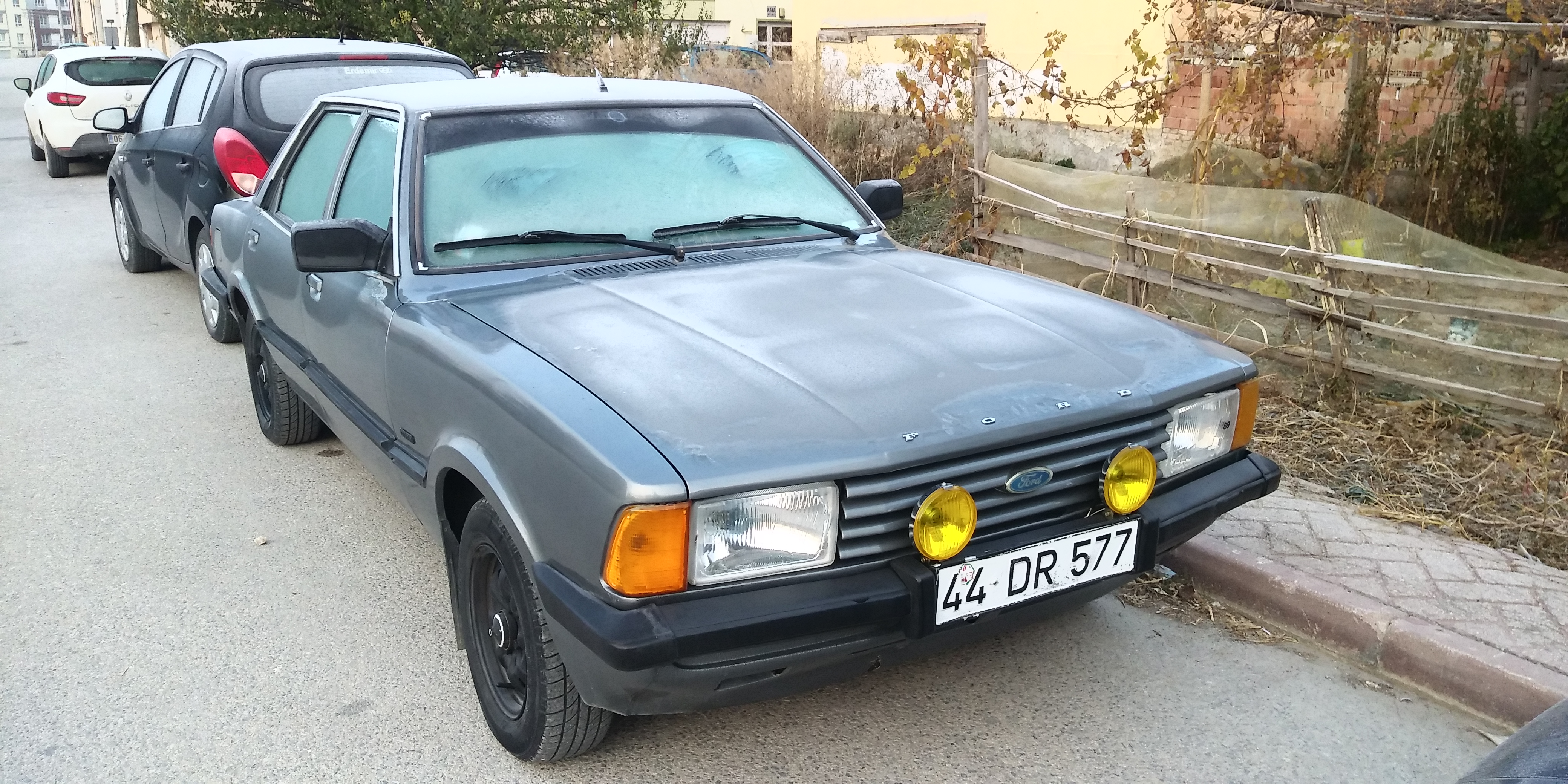
Ford Taunus Otosan
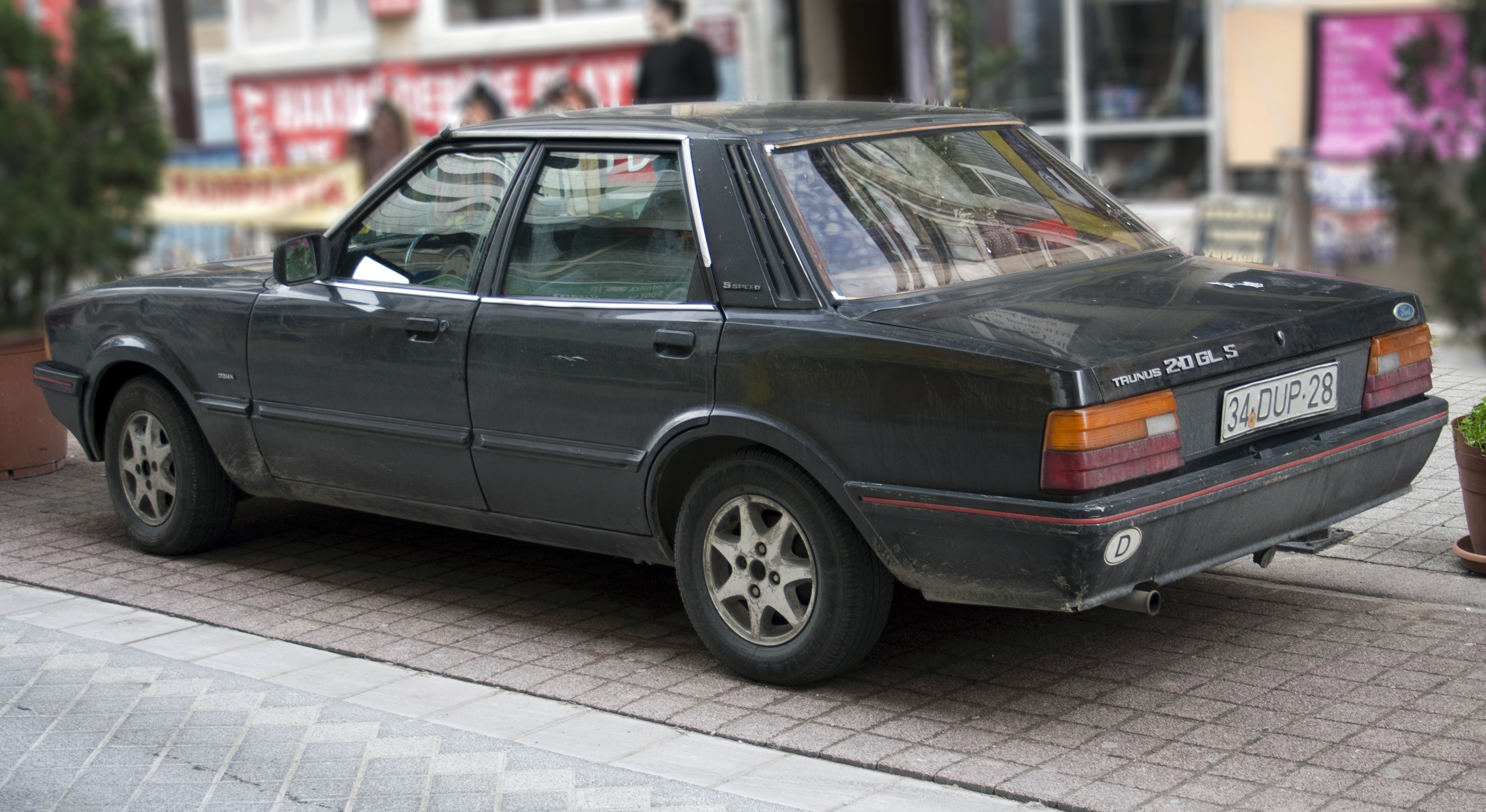
Ford Taunus Otosan 2.0 GLS
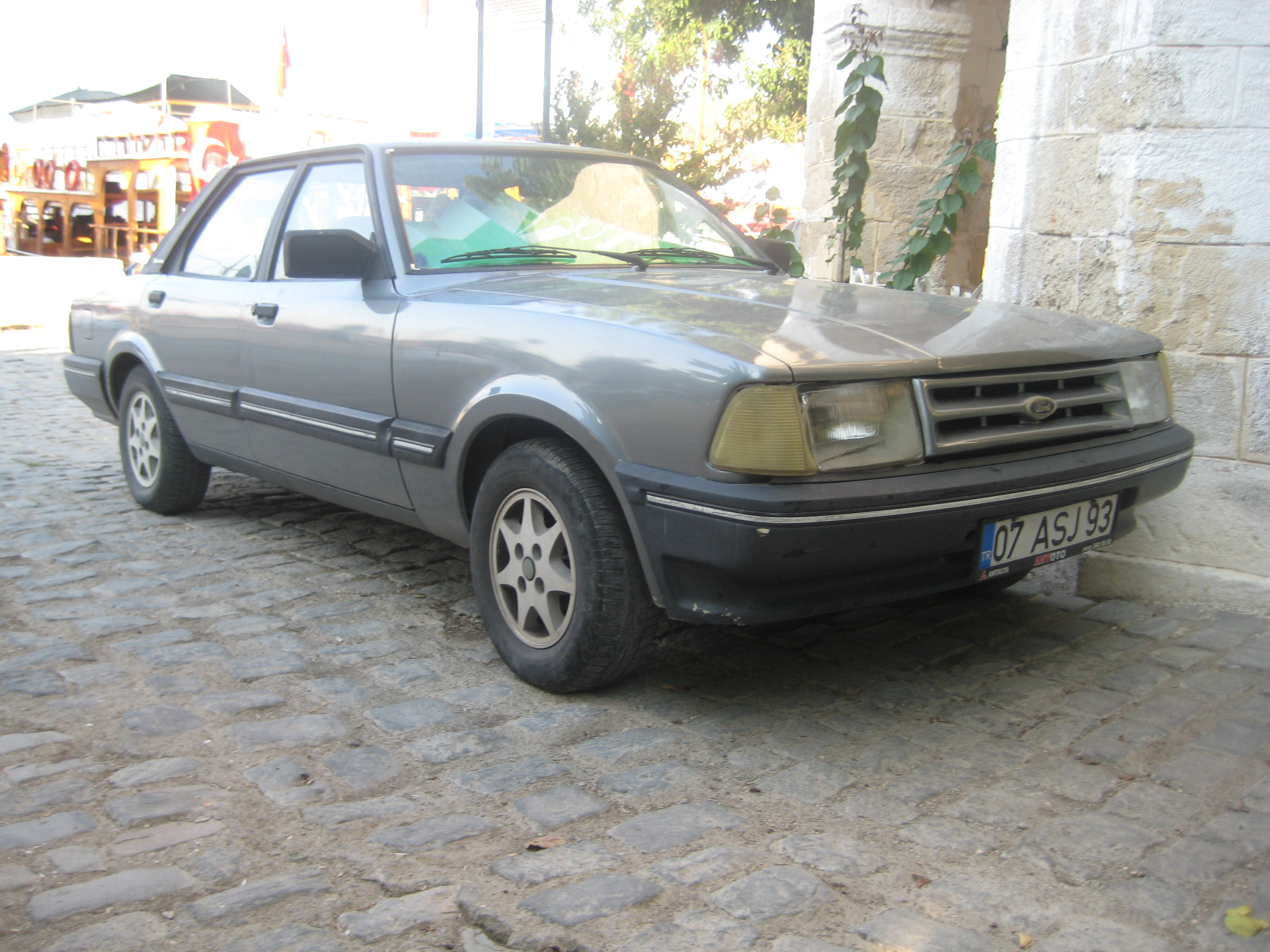
Ford Taunus Otosan dernière édition produite en Turquie jusqu'en 1994

## Dans la culture populaire
Un modèle Taunus noir de 1976 était conduit par un homme de main poursuivant James Bond (Roger Moore) à bord de sa Lotus Esprit - dans le film de 1977 L'Espion qui m'aimait sur les routes de Sardaigne. Un passager notable de la Taunus était l'emblématique Requin (Richard Kiel), vraisemblablement le seul survivant lorsque Bond réussi à éliminer la voiture qui le poursuivait en la faisant sauter d'une falaise et traverse le toit d'une grange. Une Taunus bleue de 1948 a été conduit par Steve Forrest dans le tout premier épisode de la série télévisée The Baron de 1965. Une Ford Taunus de 1979 est une caractéristique principale de l'émission de télévision classique suédoise Ronny and Ragge.
Des TC Taunus modifiés sont utilisés comme véhicules de patrouille des forces Omega dans le clone Mad Max italien Warrior of the Lost World.